# 展城館
展城館（てんじょうかん、英語: City Gallery）は、都市計画と大型インフラをテーマとした香港初の博物館であり、香港規劃署が計画・管理を行っている。前身は2002年7月3日に開設された香港規劃及基建展覧館であり、その臨時用地は中西区中環愛丁堡広場3号の1階であった。2009年4月に一時休館し、美利道停車場大廈の臨時館址へ移り、スペースを空けることで元の敷地を恒久的な展示館に拡張することとなった。拡張工事は2012年6月に完了し、8月20日に名前を展城館に変えて開館した。

## 歴史
建物のある場所は初め、20世紀初頭には会所として使用するため域多利遊楽会に与えられたが、隣接するプリンス・オブ・ウェールズ軍営が造船所を拡張する必要があったため、引き渡しは1907年に延期された。会所は1908年から1954年まで使用されたが、1950年代には中区の埋め立て工事と将来の香港大会堂建設のために解体され、会は移転した。
1960年代に埋め立て工事が完成すると、その用地は愛丁堡広場の一部として、長らく香港大会堂前に残された空き地のままであった。
現在の展城館は、本来は全館が「大會堂低座附属建築物」である市政局大楼であり、建築署の建築師である鮑紹雄による設計で、1976年5月18日に落成した。後に120万香港ドルを費やして市政局大楼展覧中心も建設され、1997年12月から1999年12月31日（市政局廃止）までの期間無料で開放され、市政局の発展過程を紹介した。市政局解散後、跡地は食物環境衛生署の事務所として利用された。2002年、大楼1階が香港規劃及基建展覧館臨時展館として改修され、展覧館上階の2〜5階は食物環境衛生署および酒牌局の事務所となった。

### 恒久的展示館として
本来の計画では、愛丁堡広場の展示館は臨時のものに過ぎず、恒久的な展示は新しい香港特別行政区政府総部内部に總床面積約24,000平米の広さで設置される予定であった。しかし、立法会の各政党から政府総部の開発密度を下げるよう要求があったため、政府はこの計画を削除する他なく、計画を一歩後退させてもとあった場所での拡張工事とすることにした。拡張計画では、恒久的な展示館は5階建の建築物全体を利用することとなった。計画全体の予算は2.5億香港ドルとなり、工事完了後は3,200平米に迫る床面積が確保されることとなった。これは、政府が当初希望した計画と比較して、床面積が85%近く縮小されたものとなった。拡張工事は2009年に始まり、これを受けて大会堂そばの臨時展館は4月21日に休館となった。工事期間中は香港規劃及基建展覧館は美利道停車場大廈1階に移転し、これは同年6月に開放された。工事は2012年6月に完了し、名称を展城館と改めて同年8月20日に開幕、8月22日から市民に対して正式に開放された。拡張工事後、正門は海岸に面した方向に移され、また大会堂高座へ連結する渡り廊下は廃止された。
2021年5月、中環展城館はリニューアルを終え、再び開放された。展示館内にはインタラクティブプロジェクションマッピングなど、多くのインタラクティブゲームや「SNS映えスポット」が追加された。

## 展示内容

### 愛丁堡広場永久展館

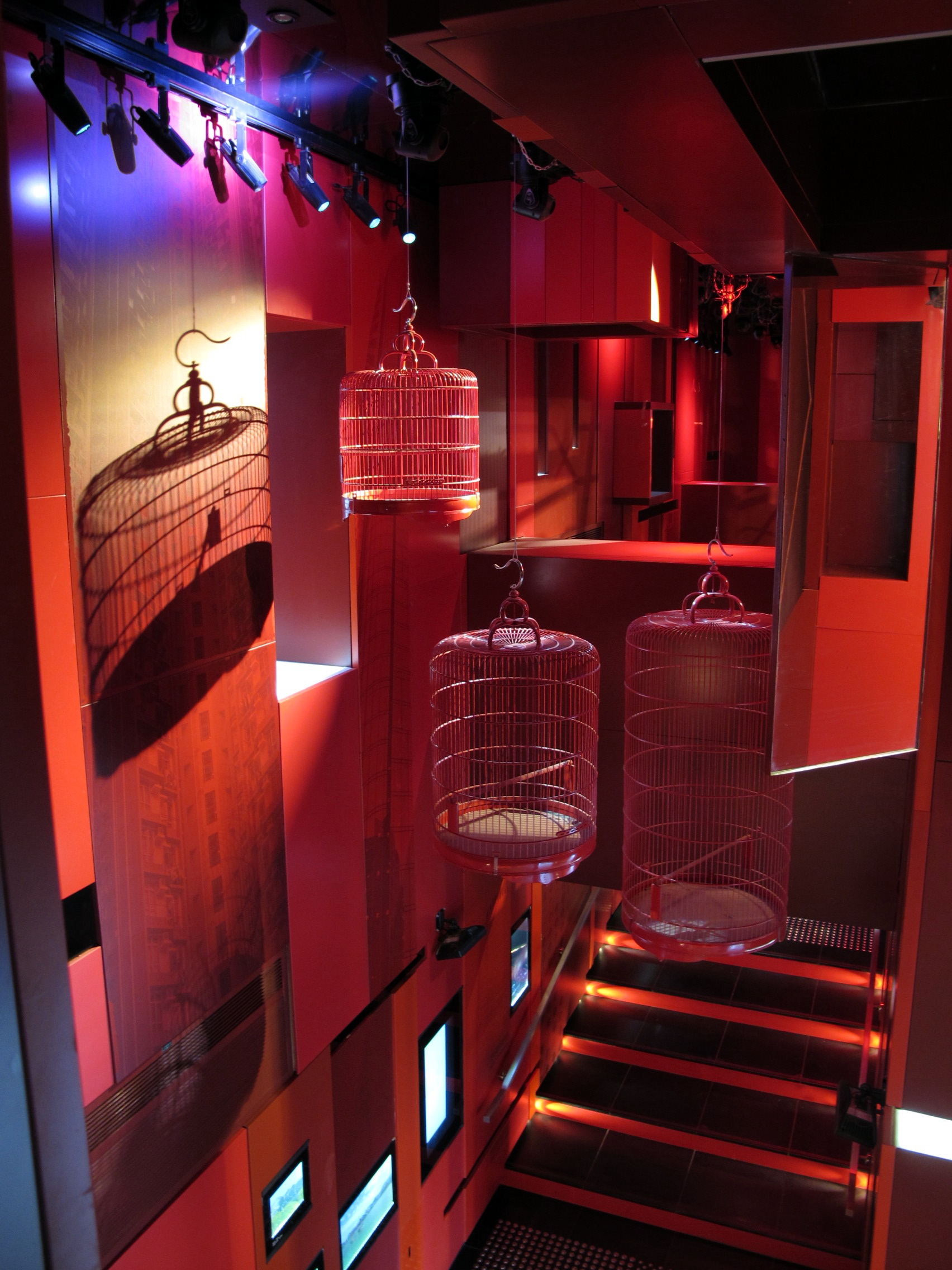
「獨特的香港」中庭は赤色を基調としている

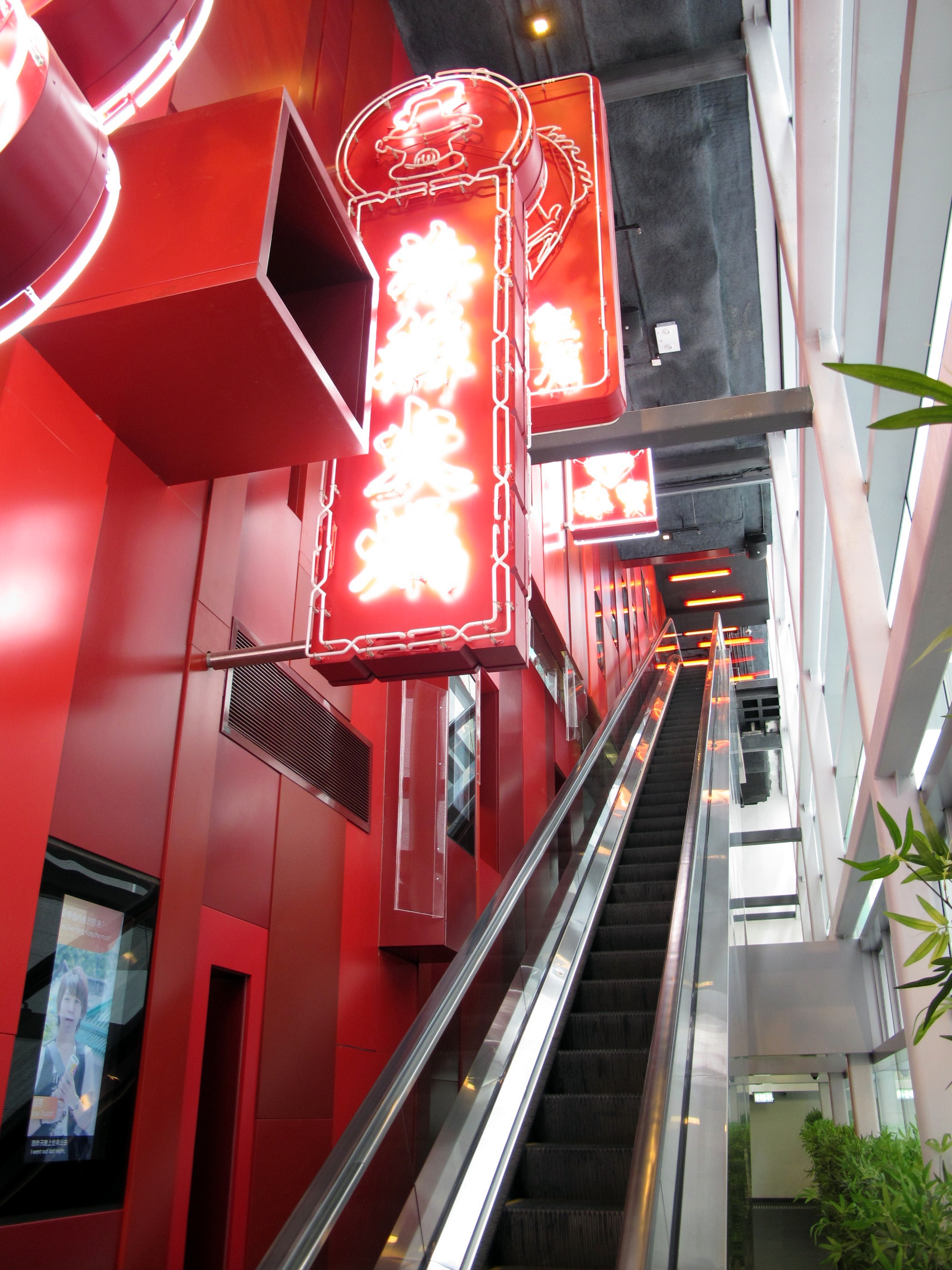
来館者はエスカレーターで3階へ上がり、見学する必要がある

展示館は香港大会堂低座の隣地、中環愛丁堡広場3号1階にある。敷地面積は約3,200平米で、合計5階建てとなっており、バリアフリー設備が採用されている。展城館は2012年8月1日に開館し、8月22日から一般公開された。設計はMET StudioとOval Partnershipの共同事業によるものである。館内には55点の展示品があり、香港の都市計画に関する提案を紹介するとともに、マルチメディア展示を通じて市民の香港のインフラに対する理解を深めることを目的としている。展示館は2019年に一部改装を行い（1階、4階、5階）、2021年5月に再び全館が開放された。

#### 1階
- 「レセプション」
- 「規劃視窓」：香港のインフラ開発の歴史
- 「専題展区」：インフラに関する各種企画展示を不定期開催
- 「卓越城市」：香港と世界各地の都市の開発を比較
- 「城市印象」：全世界10大都市で実施されている持続可能な開発のための措置を紹介
- 「独特香港」：香港の旧建築、ランドマーク、特徴的なネオンサインを展示

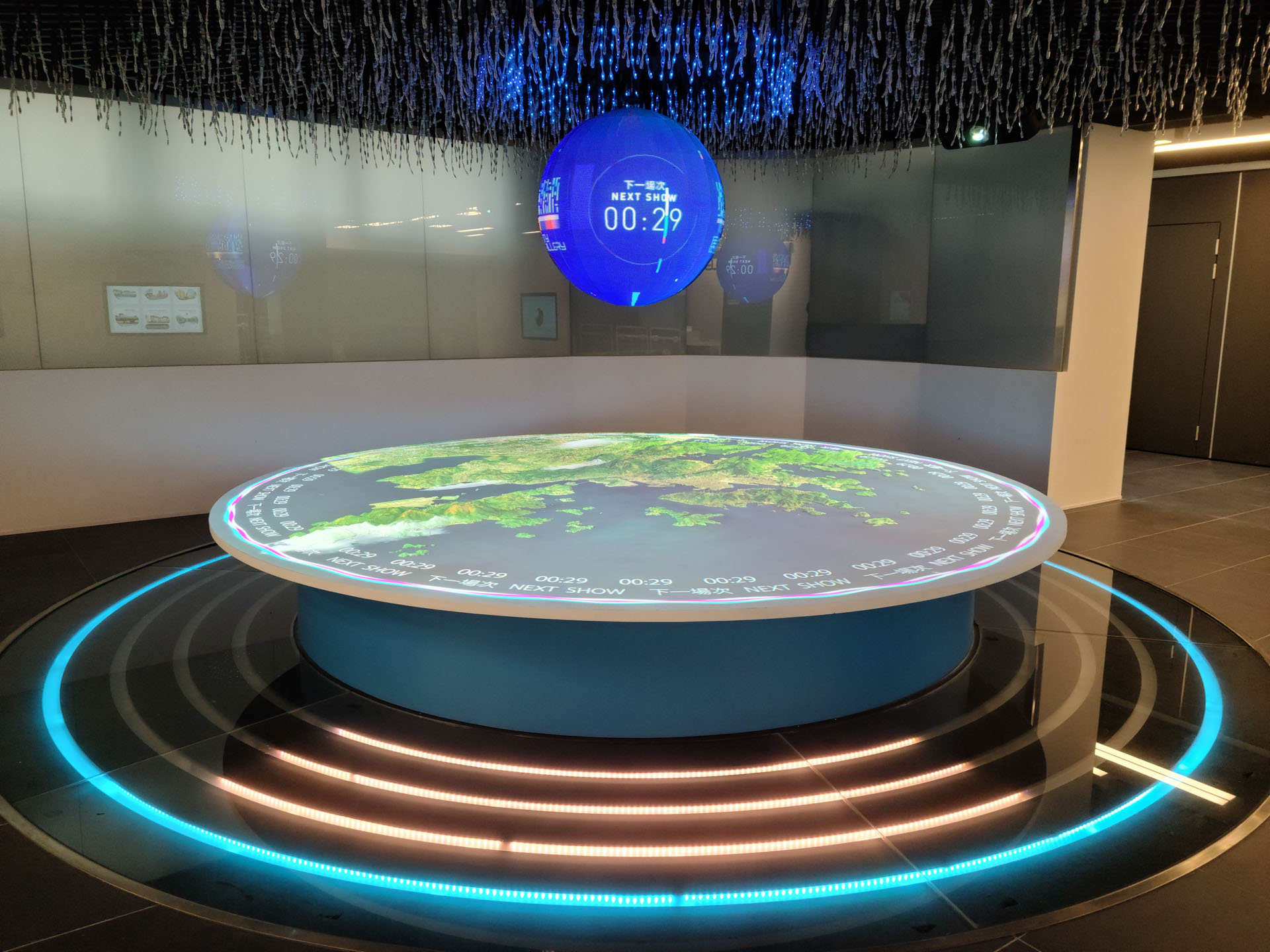
規劃視窓
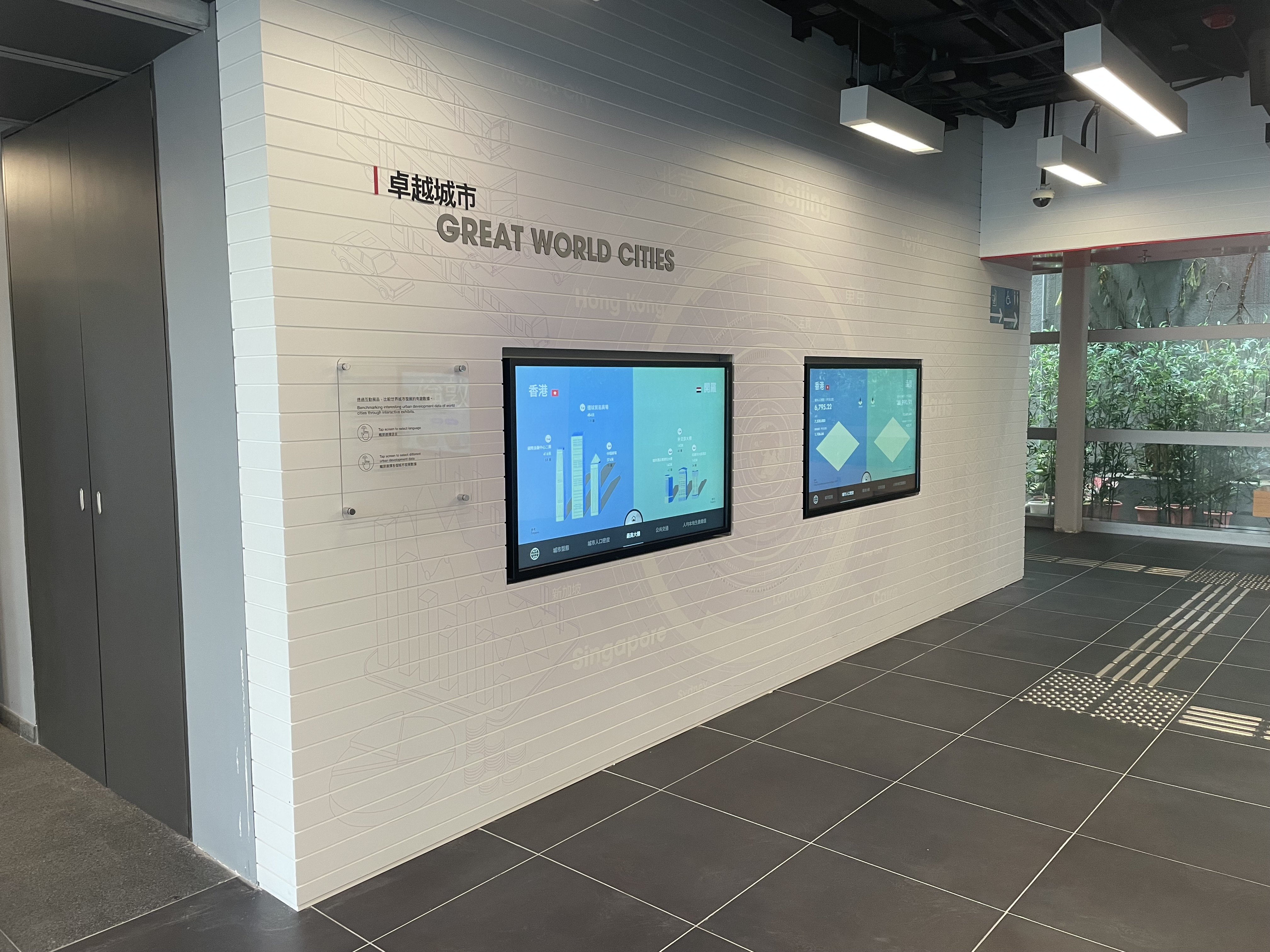
卓越城市
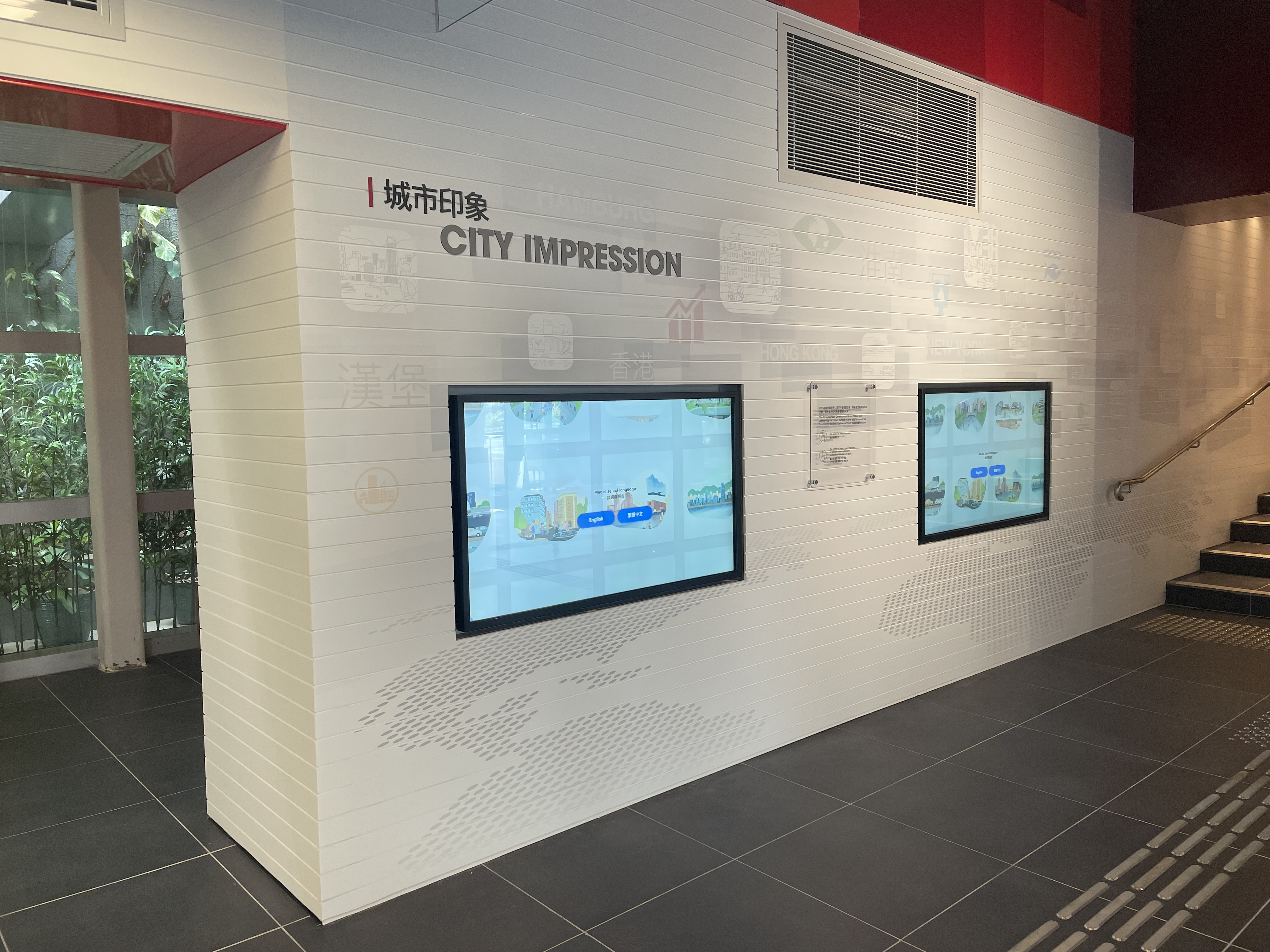
城市印象

#### 2階
- 「独特香港」：香港の旧建築、ランドマーク、特徴的なネオンサインを展示
- 「生活環境」：様々な都市計画規則を紹介
- 「保護文物」：テクノロジーを活用した文化財の修復方法を紹介。さらに、観覧者の投票を通じて文化財保護において考慮すべき要素を検討し、香港の法定古跡の等級や所在地を示す
- 「下一世紀的香港」：国内外各地の未来都市構想を紹介

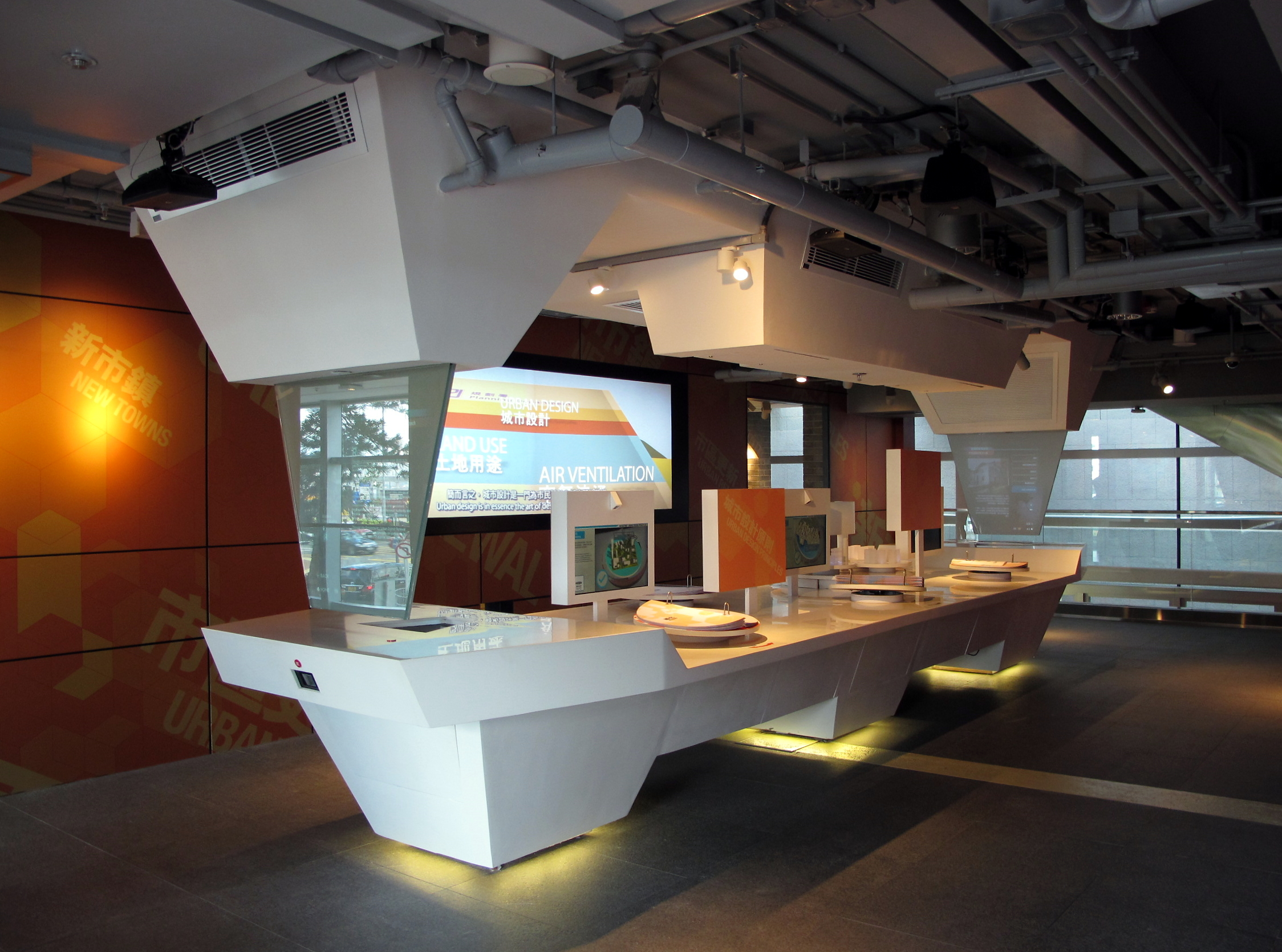
生活環境
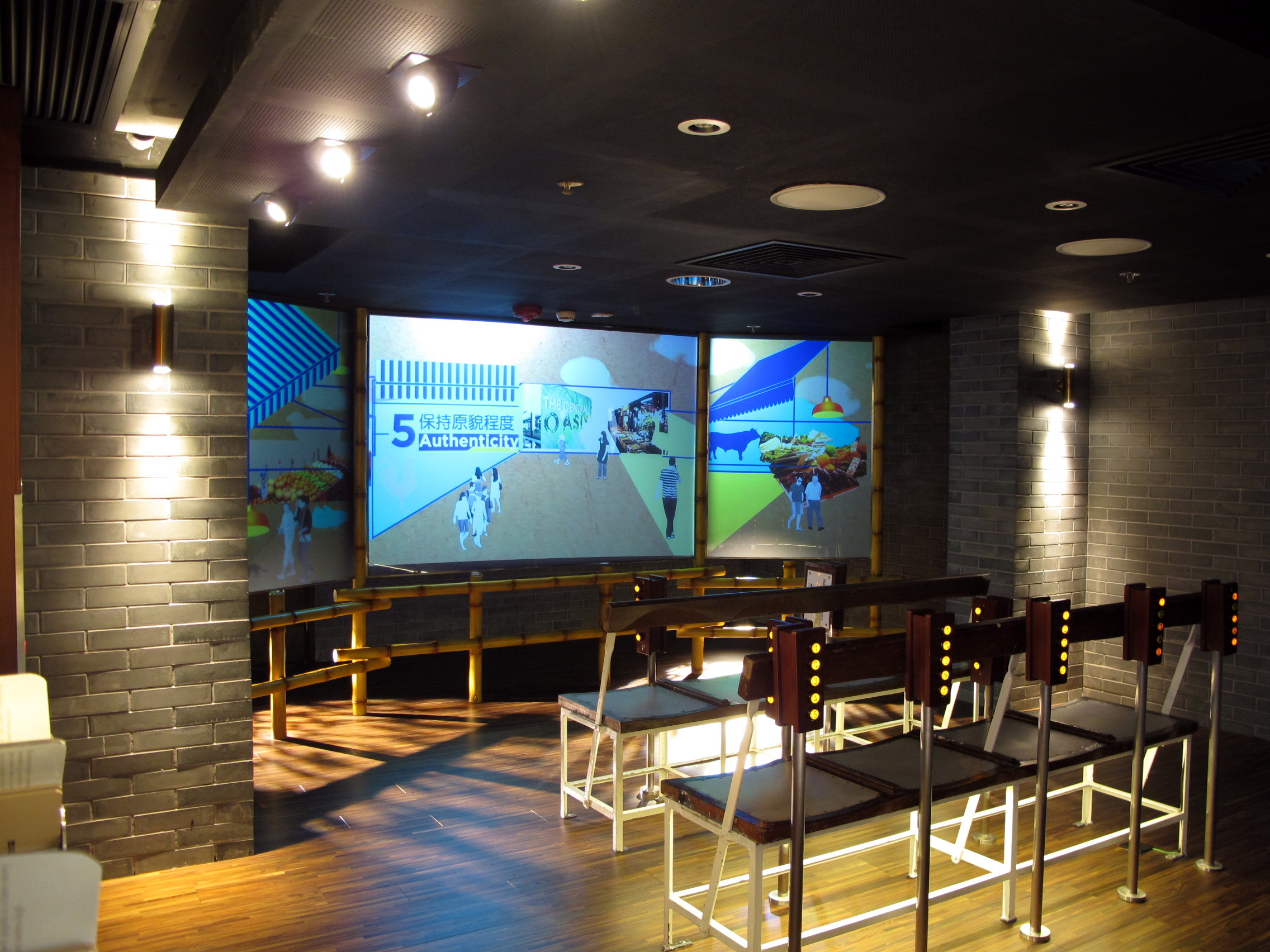
保護文物
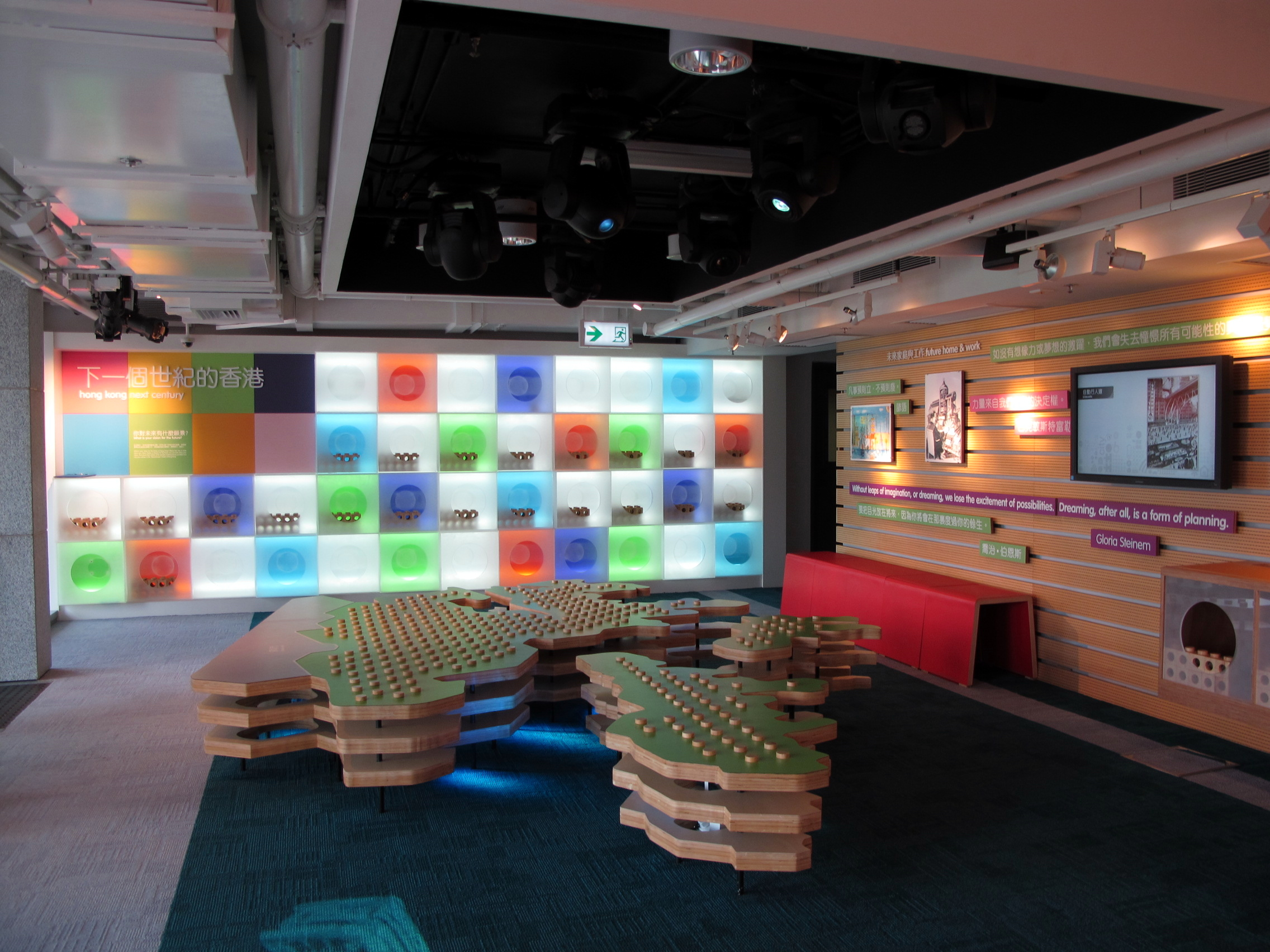
下一世紀的香港

#### 3階
- 「独特香港」：港鉄の駅設計を通じて香港の交通機関を紹介
- 「策略宏図」：香港の都市計画政策を紹介
- 「策略性基建設施」：トンネルのように設計された展示空間で、香港の地下インフラを紹介するとともに、これらの施設の建設や維持管理における課題について説明
- 「交通及運輸」：港鉄金鐘駅を模した展示空間内で、香港の交通と未来の輸送設備について開設
- 「可持続発展的香港」：香港の持続可能な開発やレジャー・リクリエーションスポットについて紹介

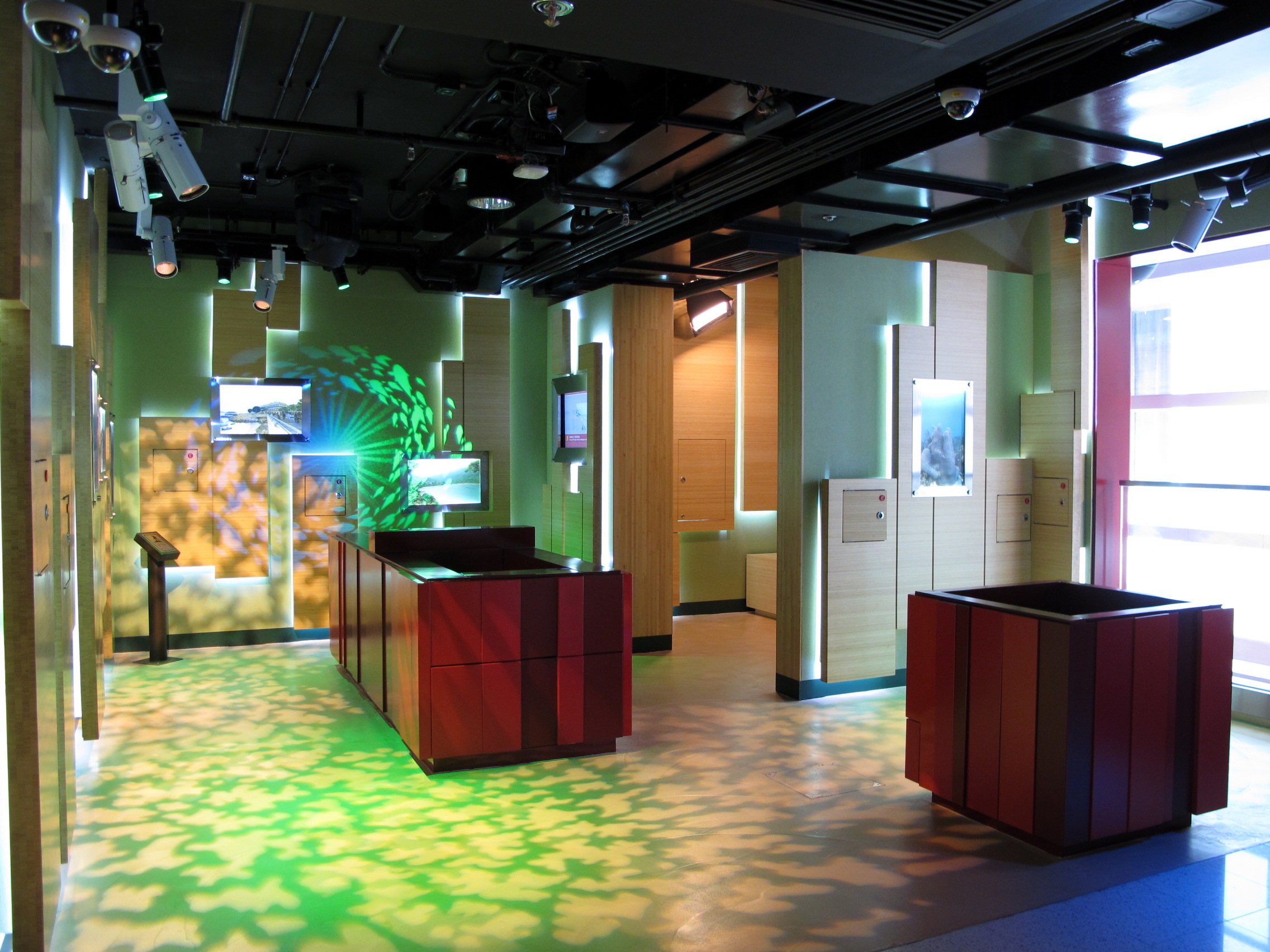
可持續發展的香港
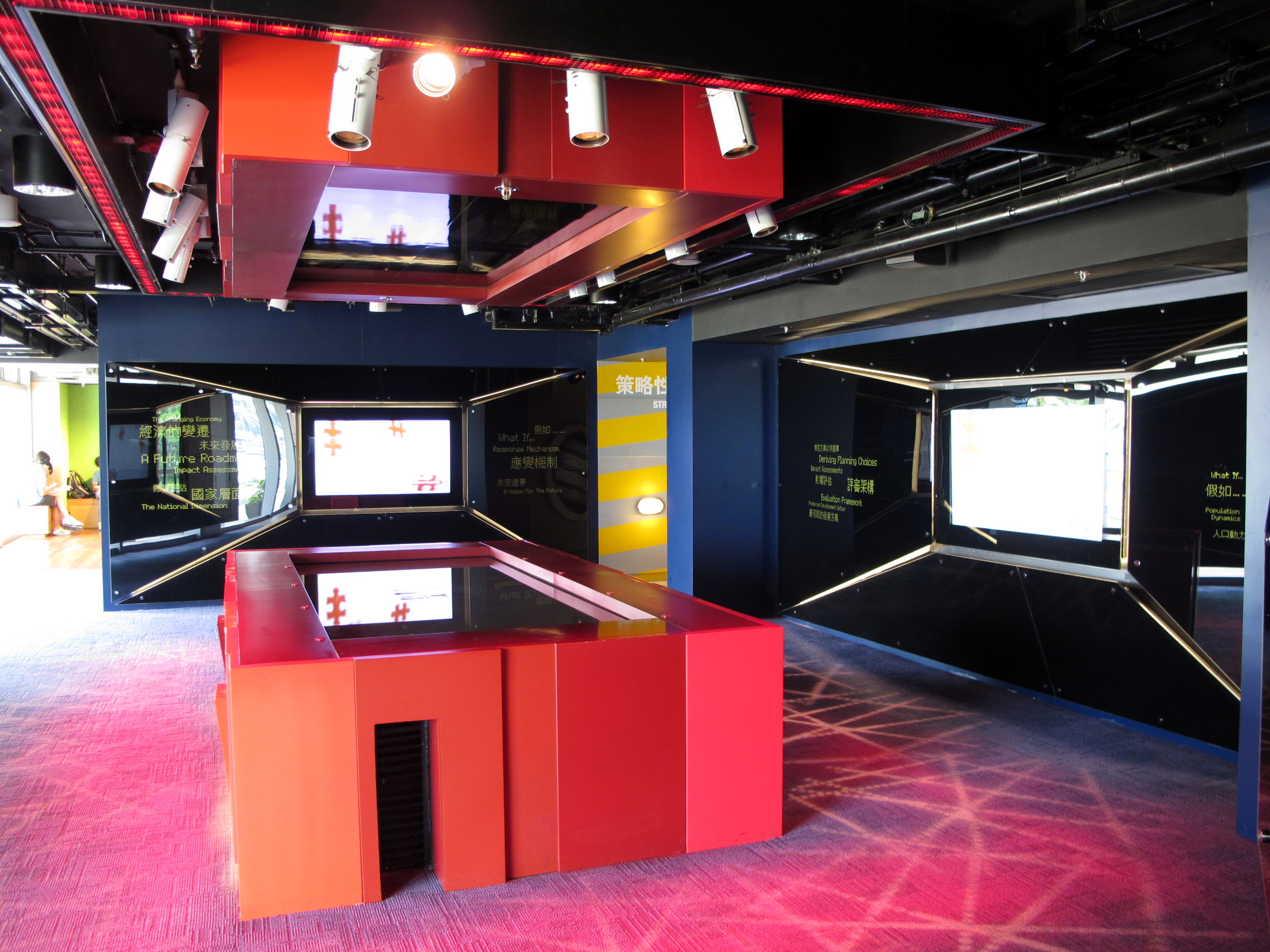
策略宏圖
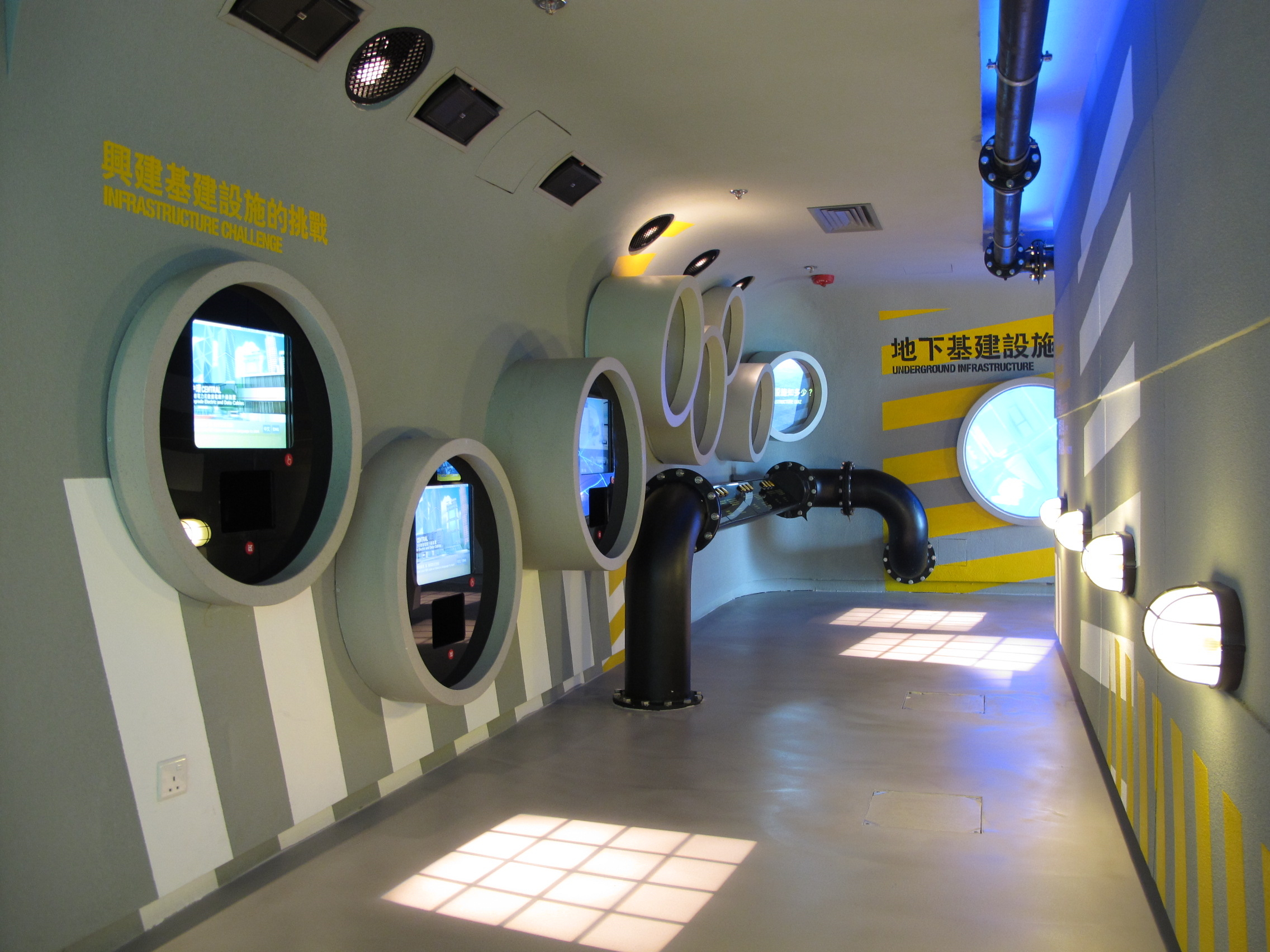
策略性基建設施
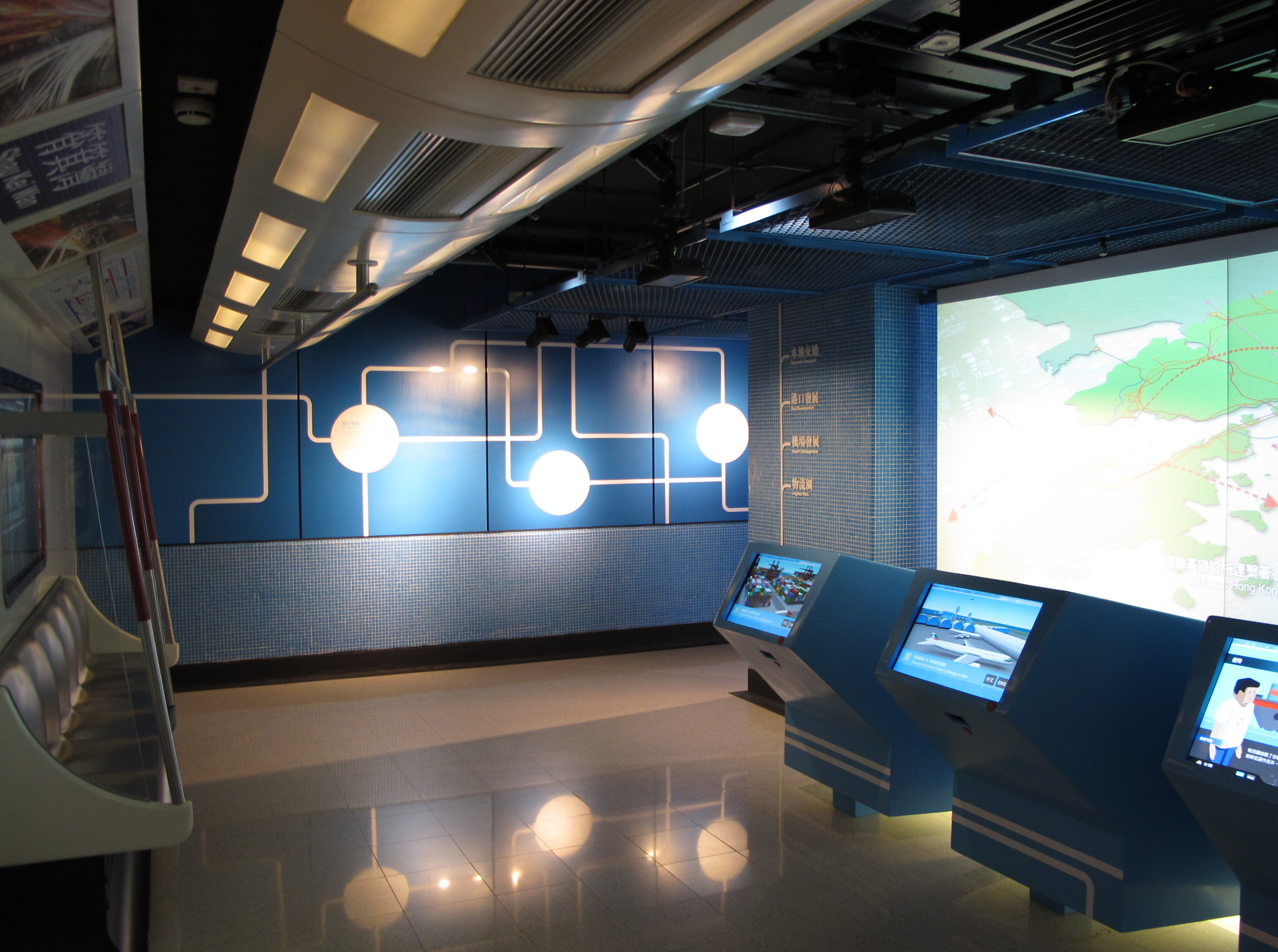
交通及運輸

#### 4階
- 放映院（1）：インフラに関する各種企画展示を不定期開催
- 放映院（2）：インフラに関する各種企画展示を不定期開催
- 「規劃里程碑」：香港の都市計画史と都市計画の発展過程を紹介
- 「海岸及天際線」：九龍および香港島北岸の様々な年代の開発（埋め立て）過程を紹介

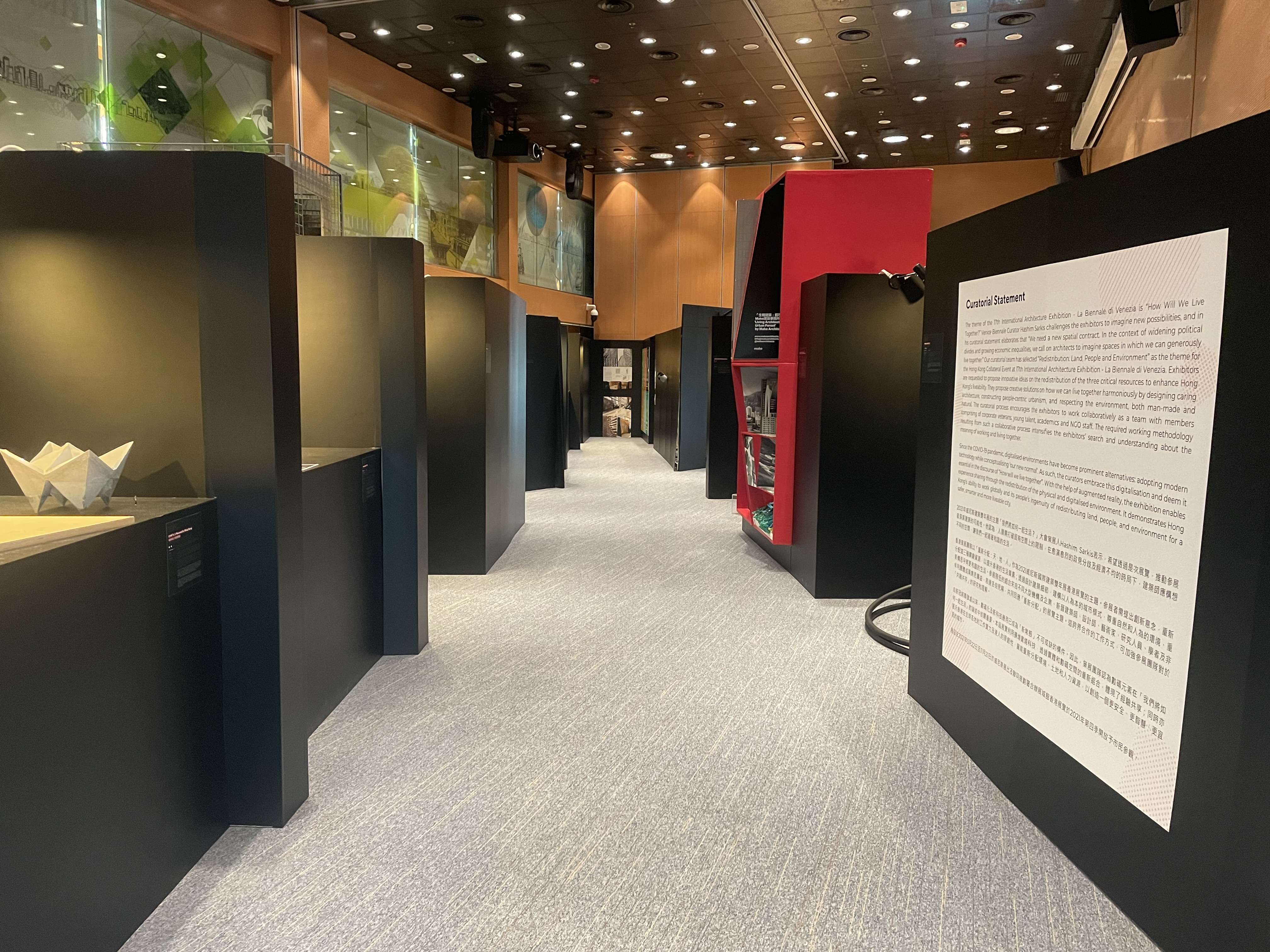
放映院（1）及放映院（2）
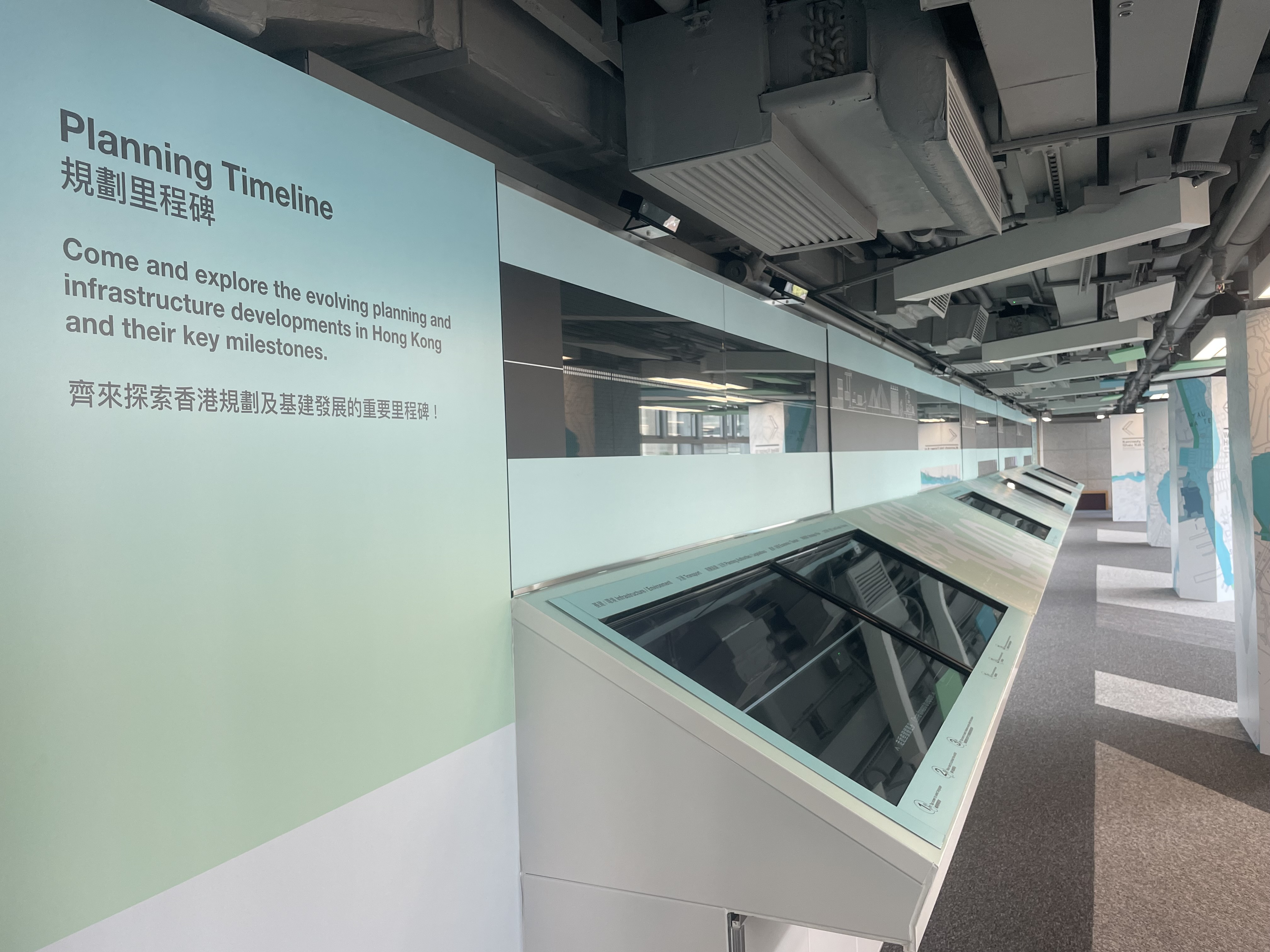
規劃里程碑
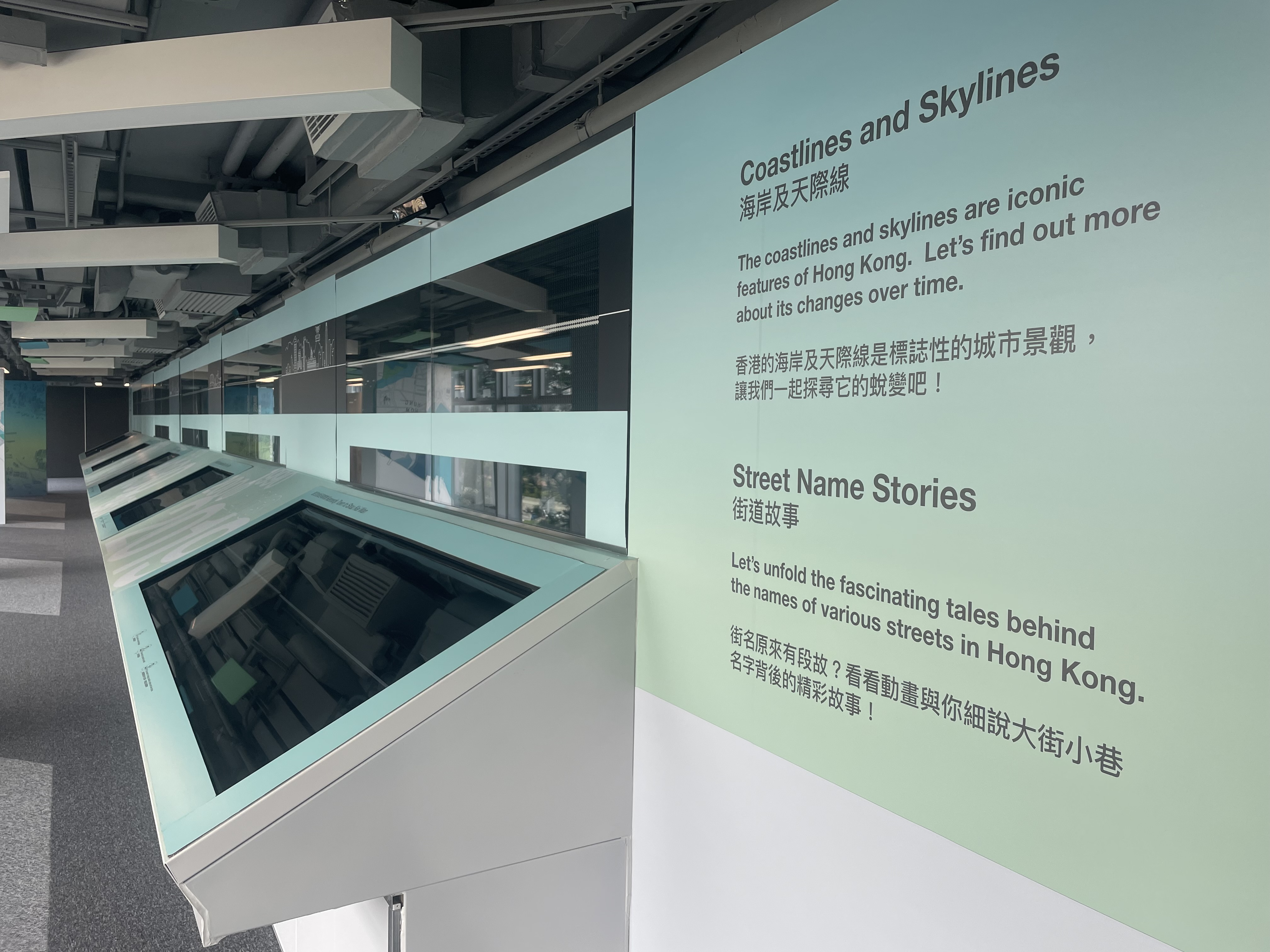
海岸及天際線

#### 5階
- 「展‧望兩世紀」：都市計画やインフラ施設に関する書籍や雑誌を収蔵しており、訪問者はオンライン目録検索システムを利用して書籍や雑誌を探すことができる。さらに、リソースセンターには閲覧エリアが設けられている[12]
- 「香港今昔」：香港各地の新旧写真を比較
- 「尋宝城市」：ミニチュア模型展
- 「共融城市」：香港初・常設の「触覚と聴覚のインタラクティブ装置」

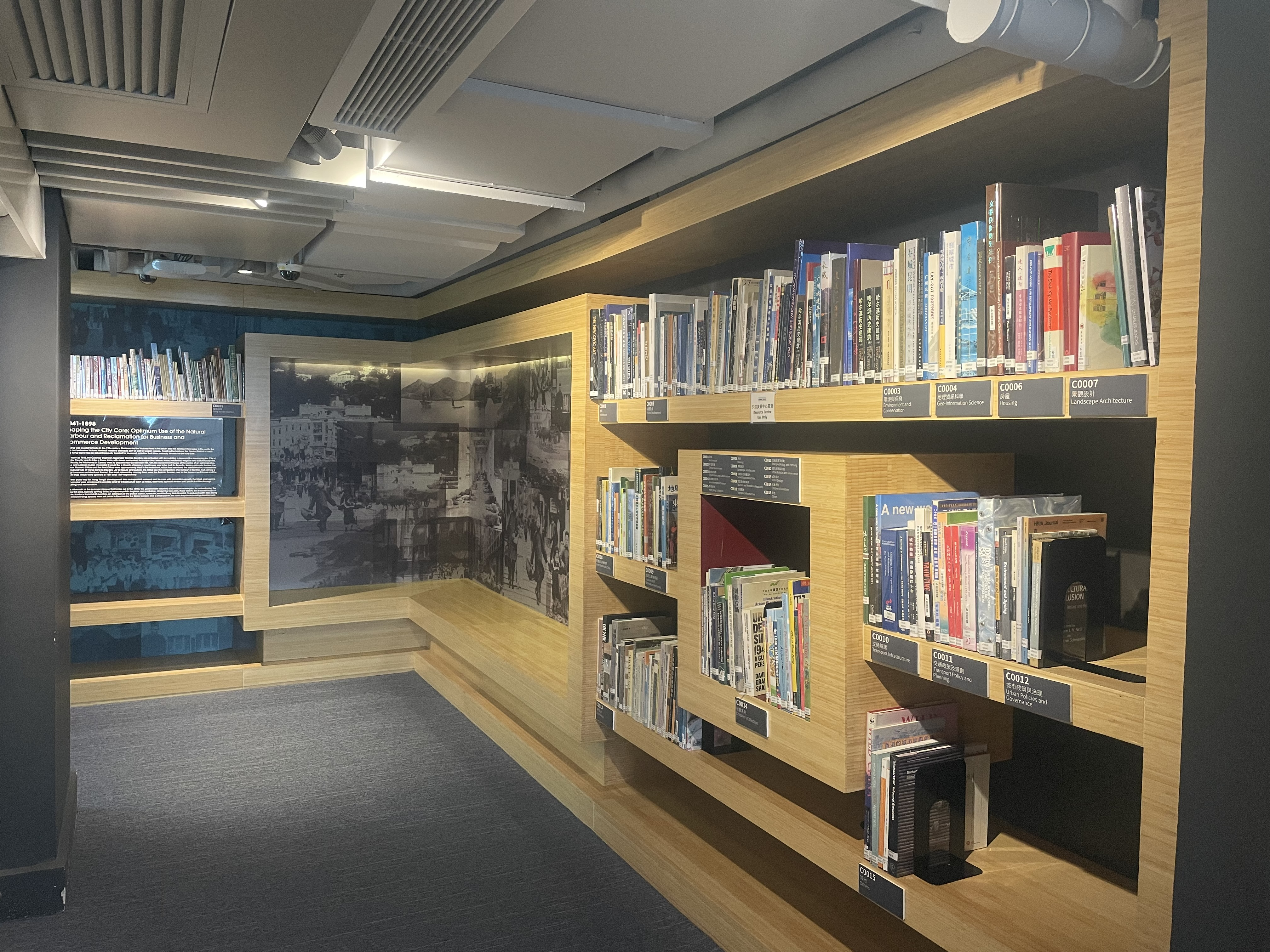
展‧望兩世紀
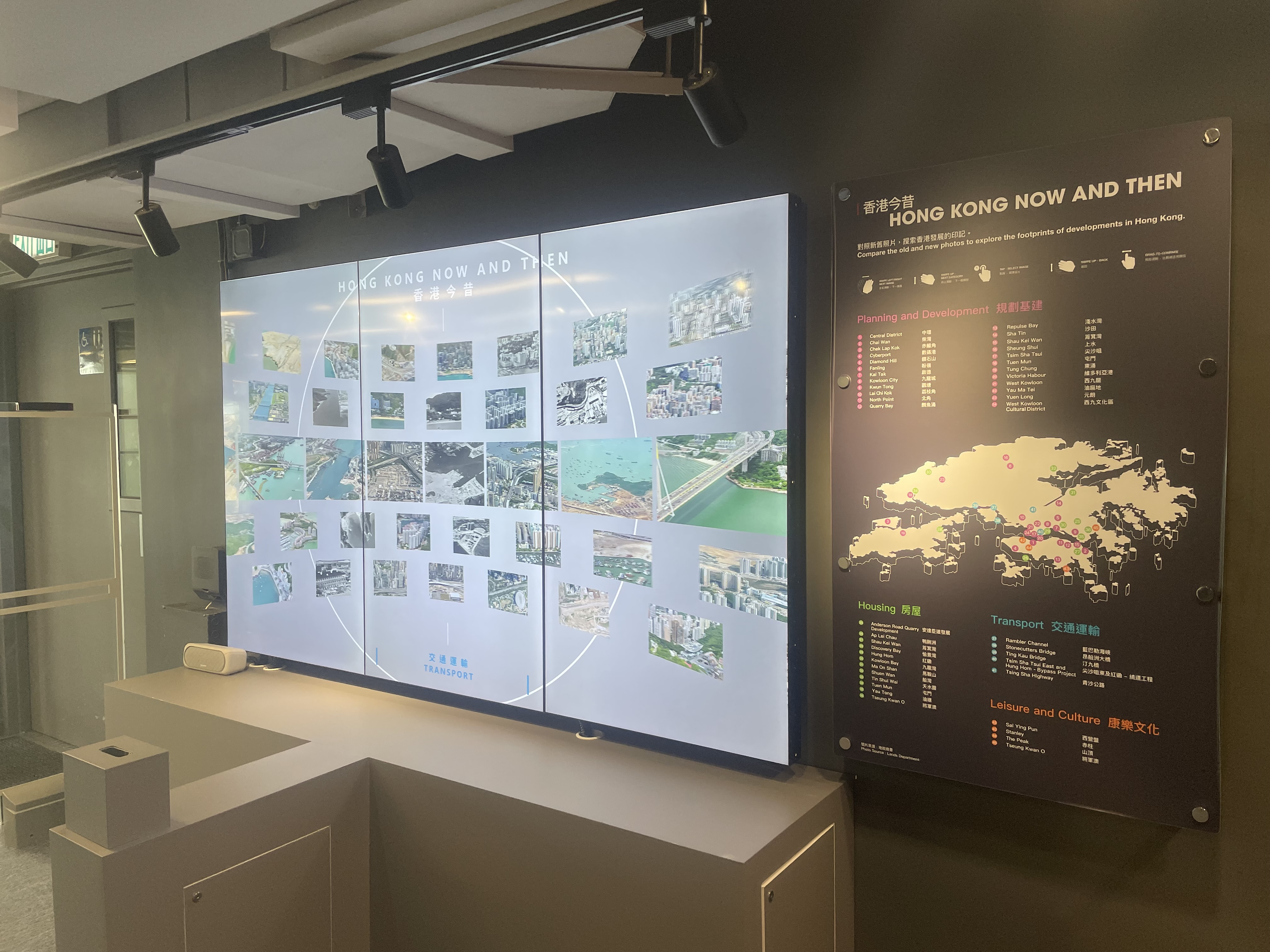
香港今昔
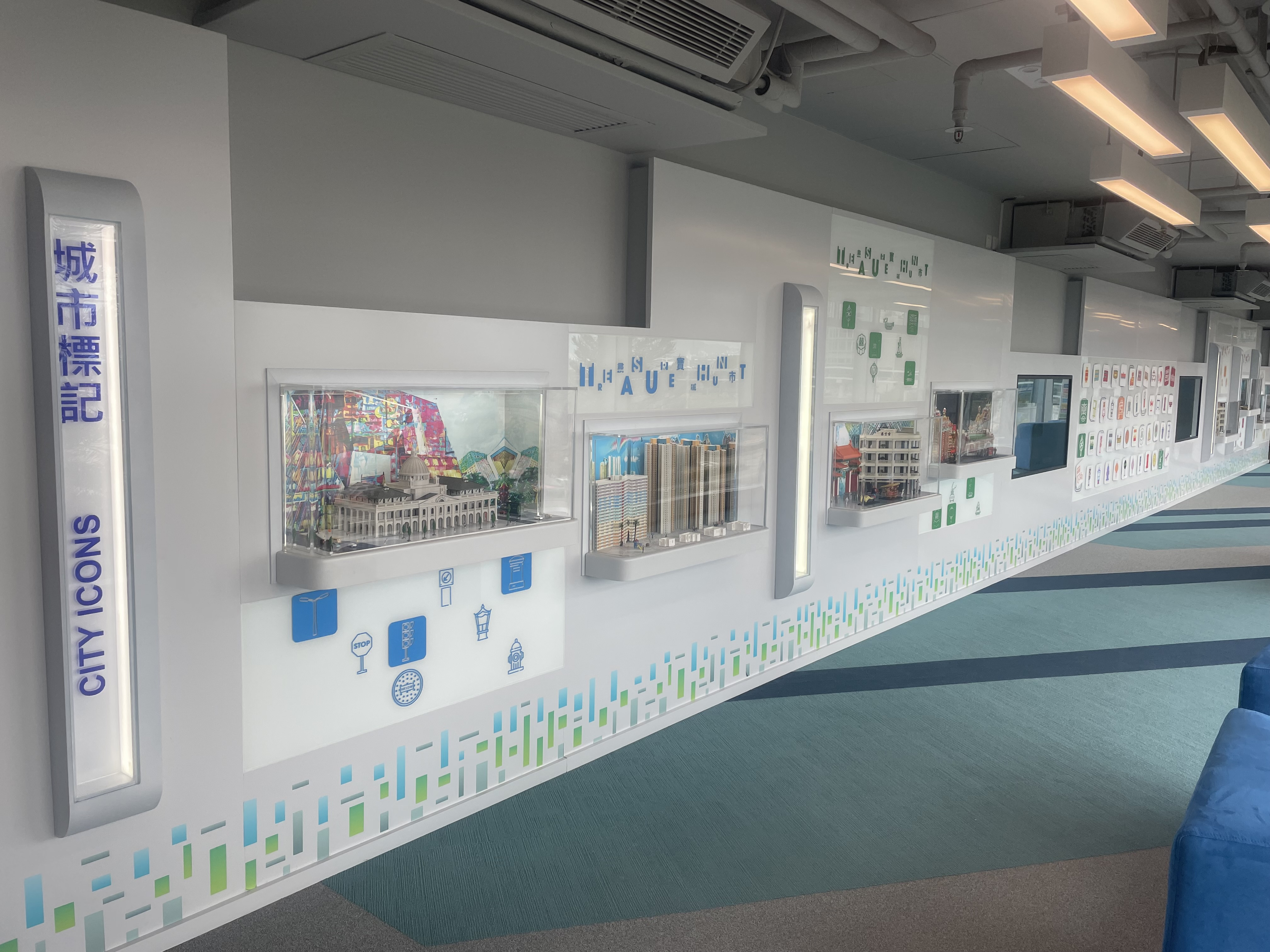
尋寶城市
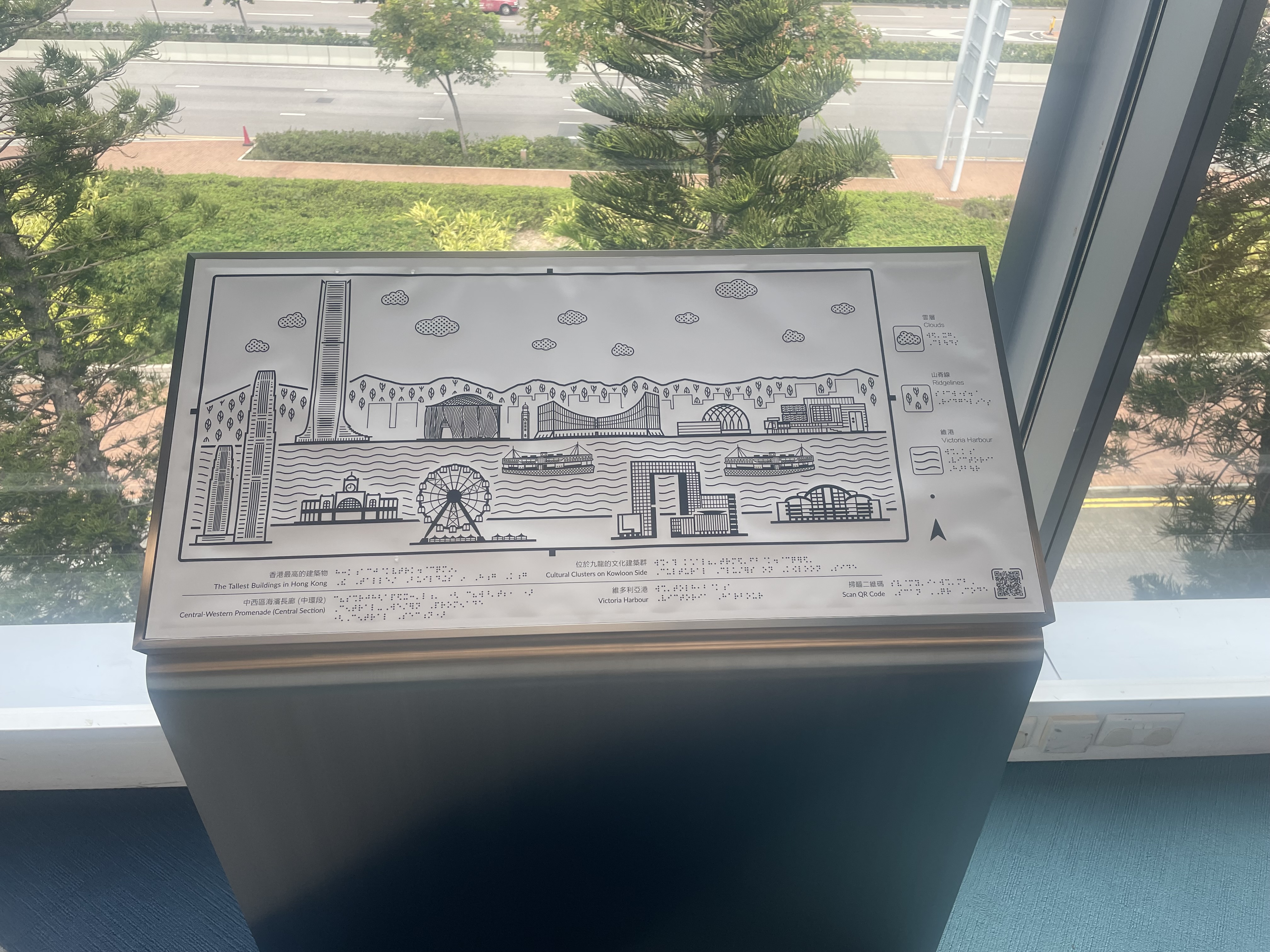
共融城市

#### 企画展
2012年8月1日から9月21日まで、地下の特別展示エリアで「香港的獨特縮影」展が開催された。19人のアーティストによる32点のミニチュアアート作品を通じて、香港ならではの風景が紹介された。
香港返還20周年を記念して、2017年6月から7月にかけて、4階多目的ホールとテーマ上映エリアが一時的に「香港無限」展に改装された。また、展城館の外にある公共スペースでは「楽・遊香港」展が開催され、各政府機関による返還記念イベントに合わせた展示が行われた。

## 旧館所在地

### 愛丁堡広場臨時展館

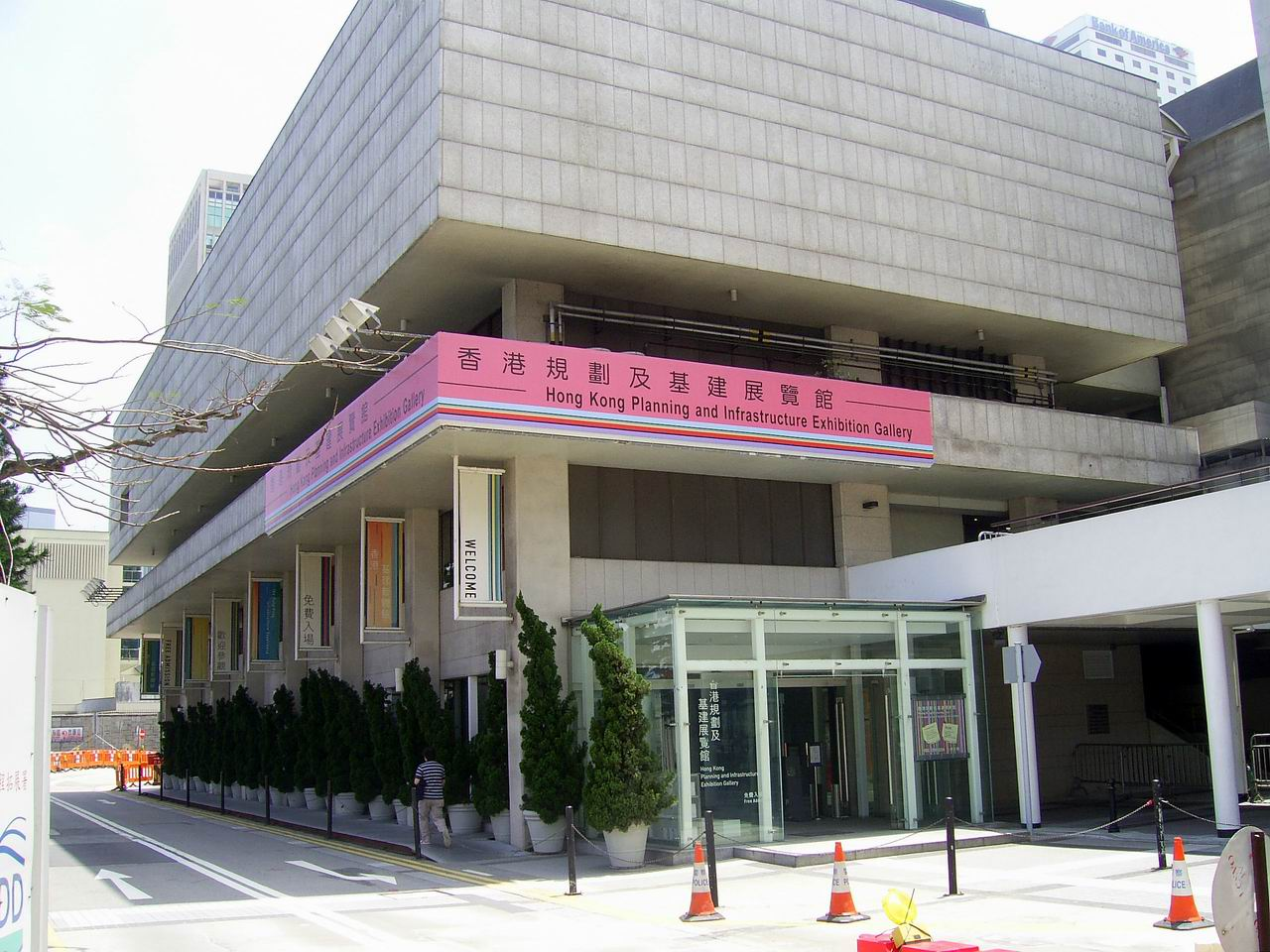
大会堂隣の旧館址（2009年4月閉館）

展示館は香港大会堂低座の隣地、中環愛丁堡広場3号1階にあった。面積は約460平米で、Oval Partnershipによって設計され、2002年7月3日から2009年4月20日まで運営された。館内の展示内容は主に香港の「都市計画」、「観光」、「輸送・物流」および「環境保護」の4つの分野であり、マルチメディア展示、立体模型、インタラクティブゲームを通じて将来における香港の都市計画と開発について紹介していた。
主な展示物
- 海港新発展全景：270度の視界を提供するコンピュータアニメーションを通じて、中環から湾仔のウォーターフロントを歩いたり、西九龍文娯芸術区にいるような体験ができる
- 中環新海浜、香港湿地公園のコンセプトモデル
- 西九龍填海区コンセプト計画コンペティション優勝プラン：フォスター・アンド・パートナーズ率いるグループのコンセプト模型
- 翱翔新市鎮：仮想飛行を通じ、沙田、東涌、将軍澳などのニュータウンを鳥瞰
- 旅遊萬花筒：香港の18か所の最も人気のある観光スポットを背景に選び、自分の写真を撮影した後、その写真をメールで家族や友人に送ることができる
- 基建走廊：1：2500の比率で作成された全長18.5mにおよぶ香港の模型（東は西貢から西は大嶼山まで）。実際の建物や計画図を参考にしており、いくつかの実施済み・計画中のインフラプロジェクトを示している。画面をタッチすることで、これらのインフラプロジェクトや都市計画に関する短編動画を鑑賞でき、特別な照明効果も施されている

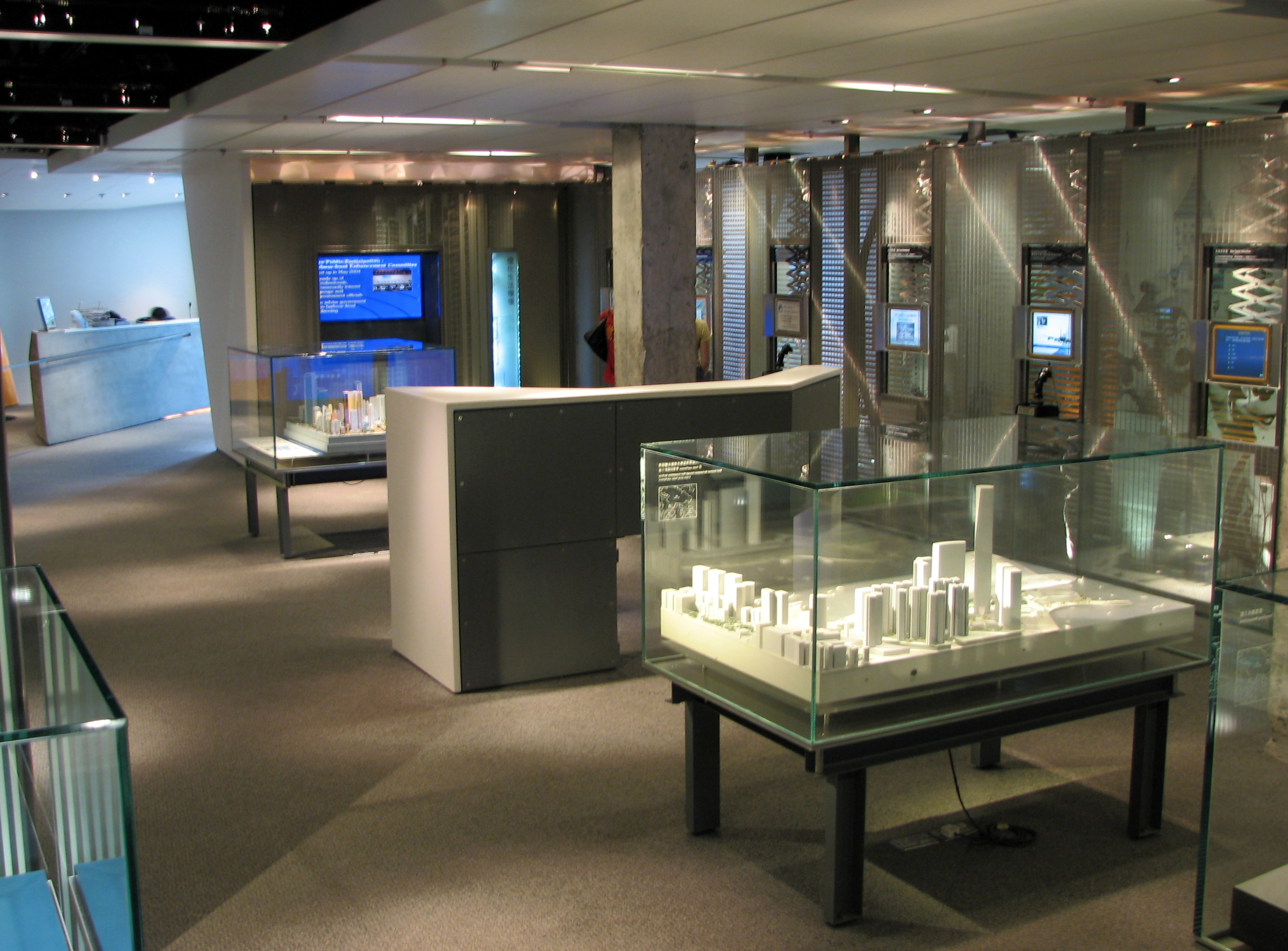
展館內部
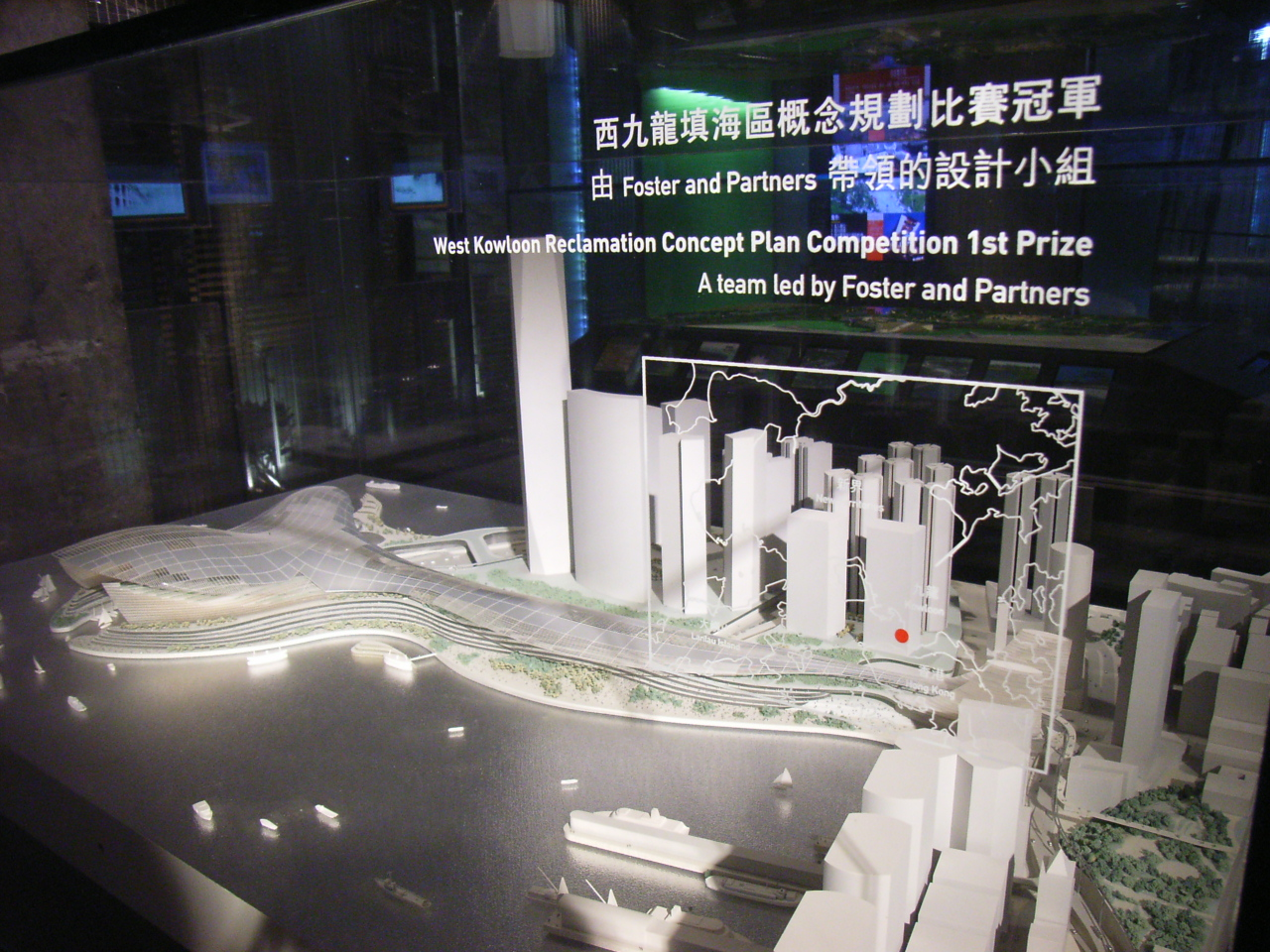
西九龍填海區概念規劃比賽冠軍概念模型
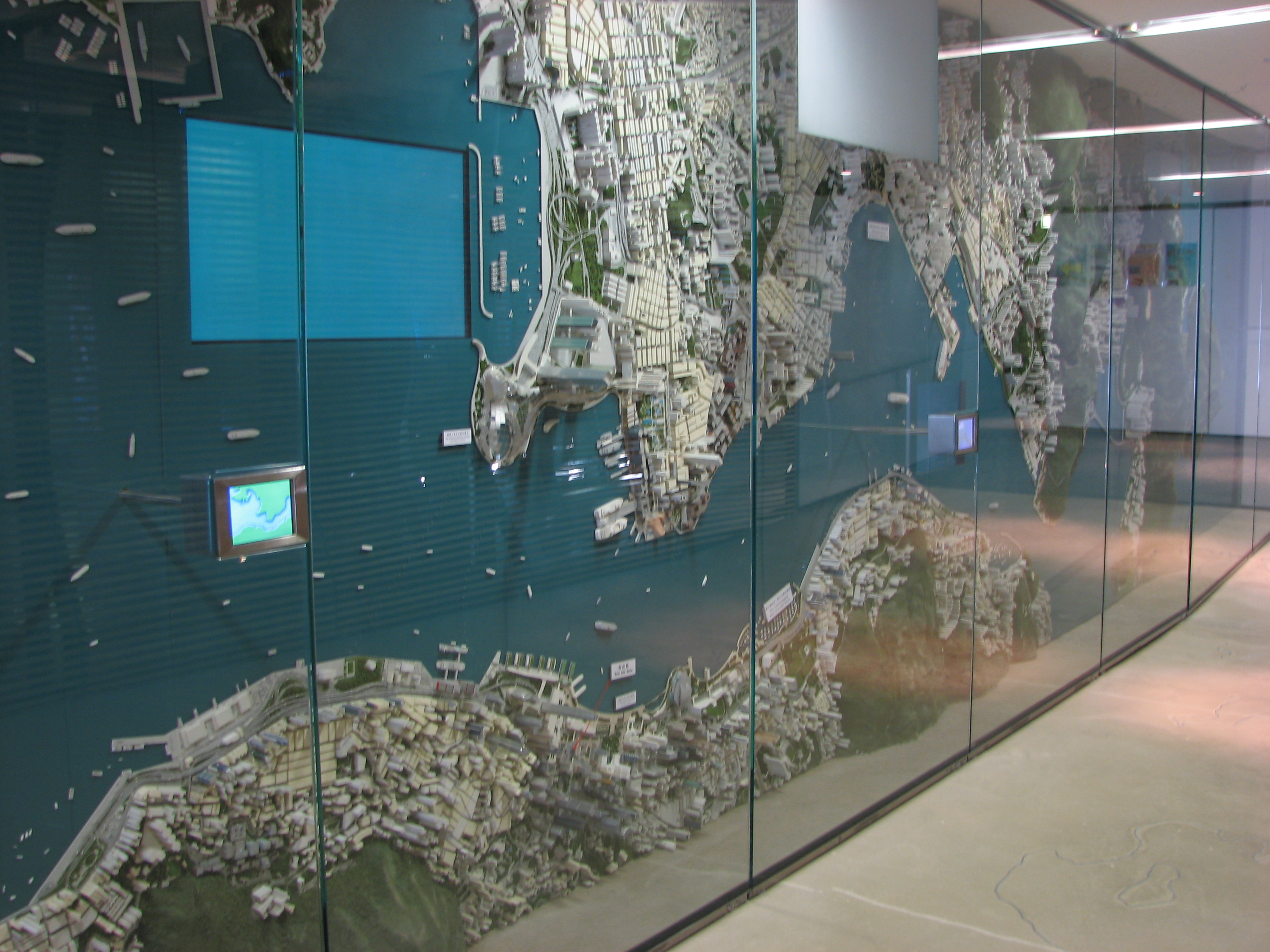
基建走廊

### 美利道停車場大廈臨時展館

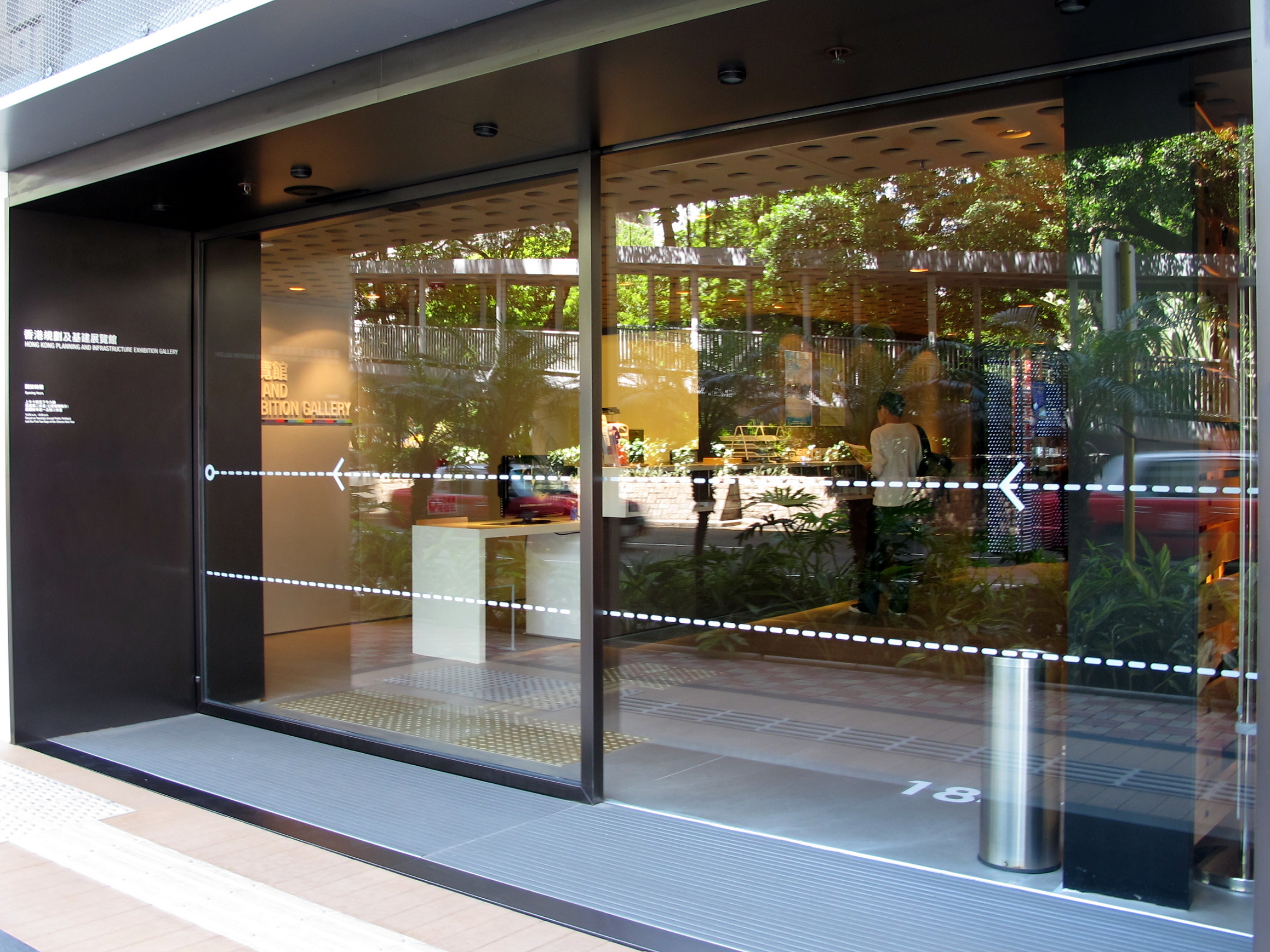
美利道停車場大廈にあった臨時展館（2010年）

移転した臨時展館は中環美利道2号の美利道停車場大廈1階に位置しており、面積は愛丁堡広場の臨時展館とほぼ同じである。2009年6月1日から運営され、2012年5月1日に閉館した。館内の展示内容は主に「香港的印記」、「香港 2030」、「新啓徳」、「輸送と物流」、「持続可能な開発」、「生活環境」の6つの部分に分かれていた。これらの展示は、マルチメディア展示物や立体模型を通じて、香港の未来の都市計画と発展について紹介している。
- 香港的印記：1841年の開港から2008年までの香港の人口データ
- 香港2030：短編動画を通じて3つの方向性に基づく開発戦略を紹介
- 新啓徳：立体模型と展示パネルを通じて、啓徳開発区の開発背景と特徴を紹介
- 運輸及物流：マルチメディア・プロジェクションマッピングにより、香港と珠三角地域を結ぶ鉄道および道路網について紹介
- 可持続発展：マルチメディア・プロジェクションマッピングと展示パネルにより、歴史建築保護と郊野公園についての資料を紹介
- 生活環境：映像と展示パネルにより、優れたウォーターフロント計画について紹介

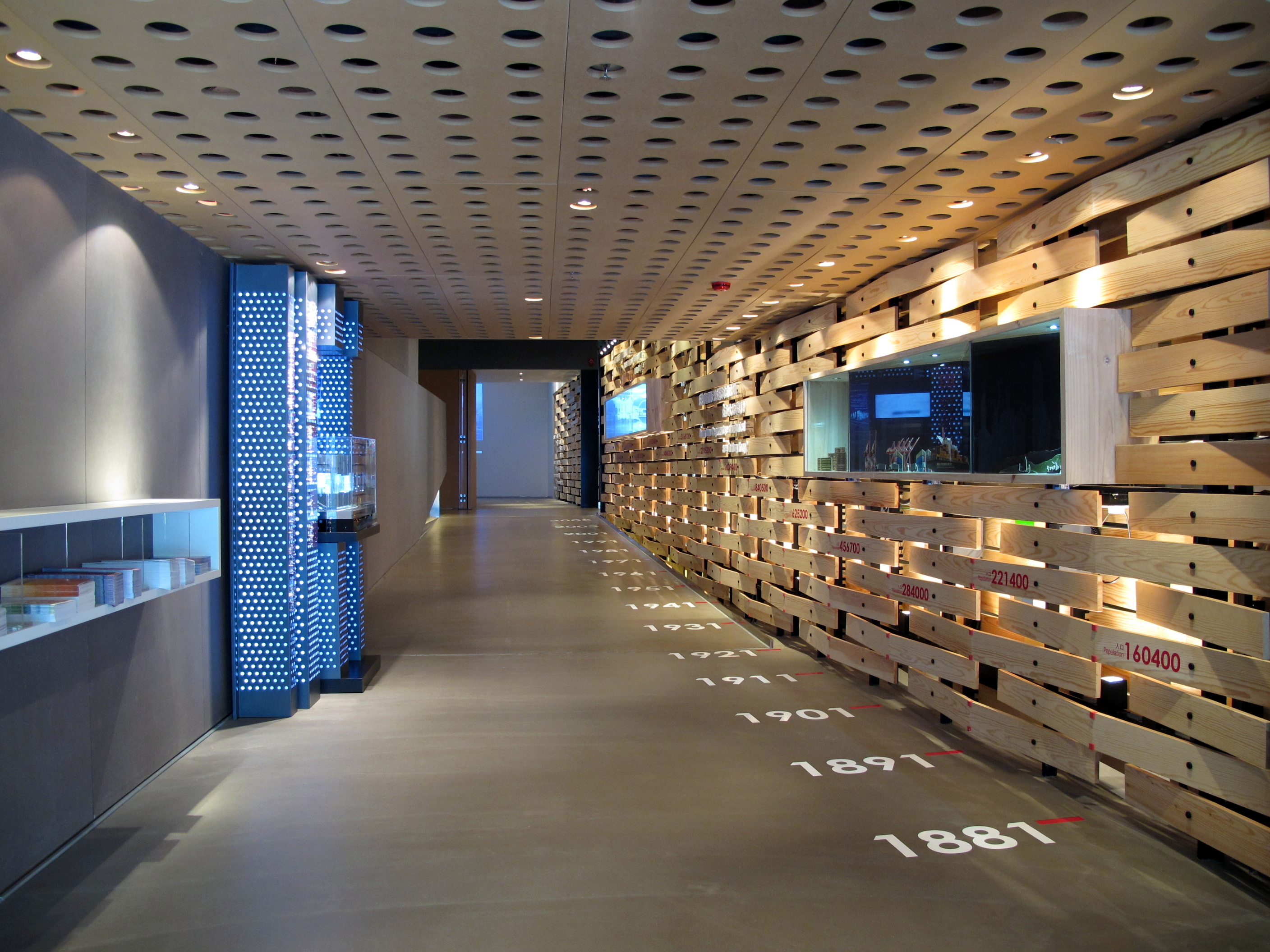
香港的印記
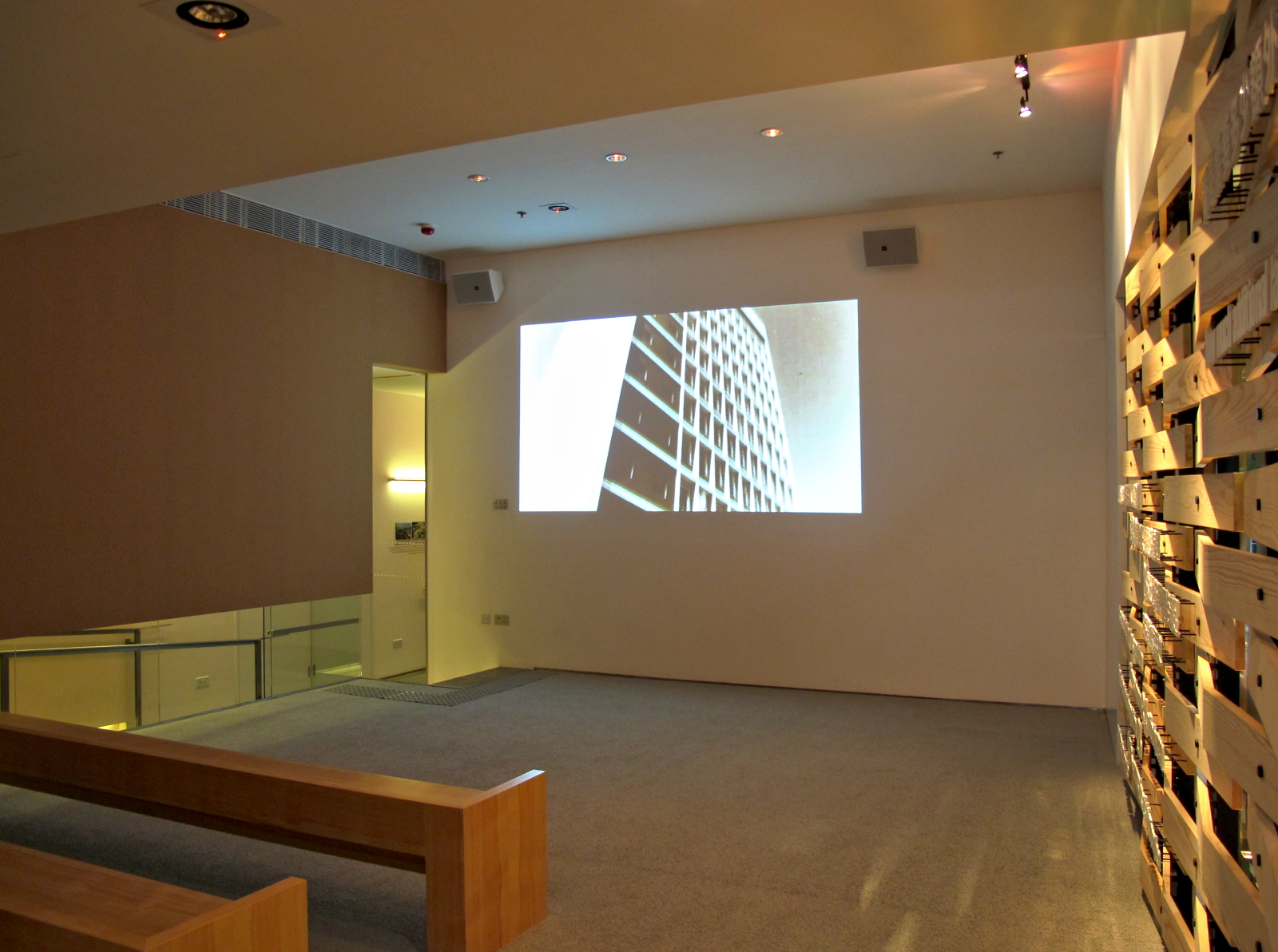
香港 2030
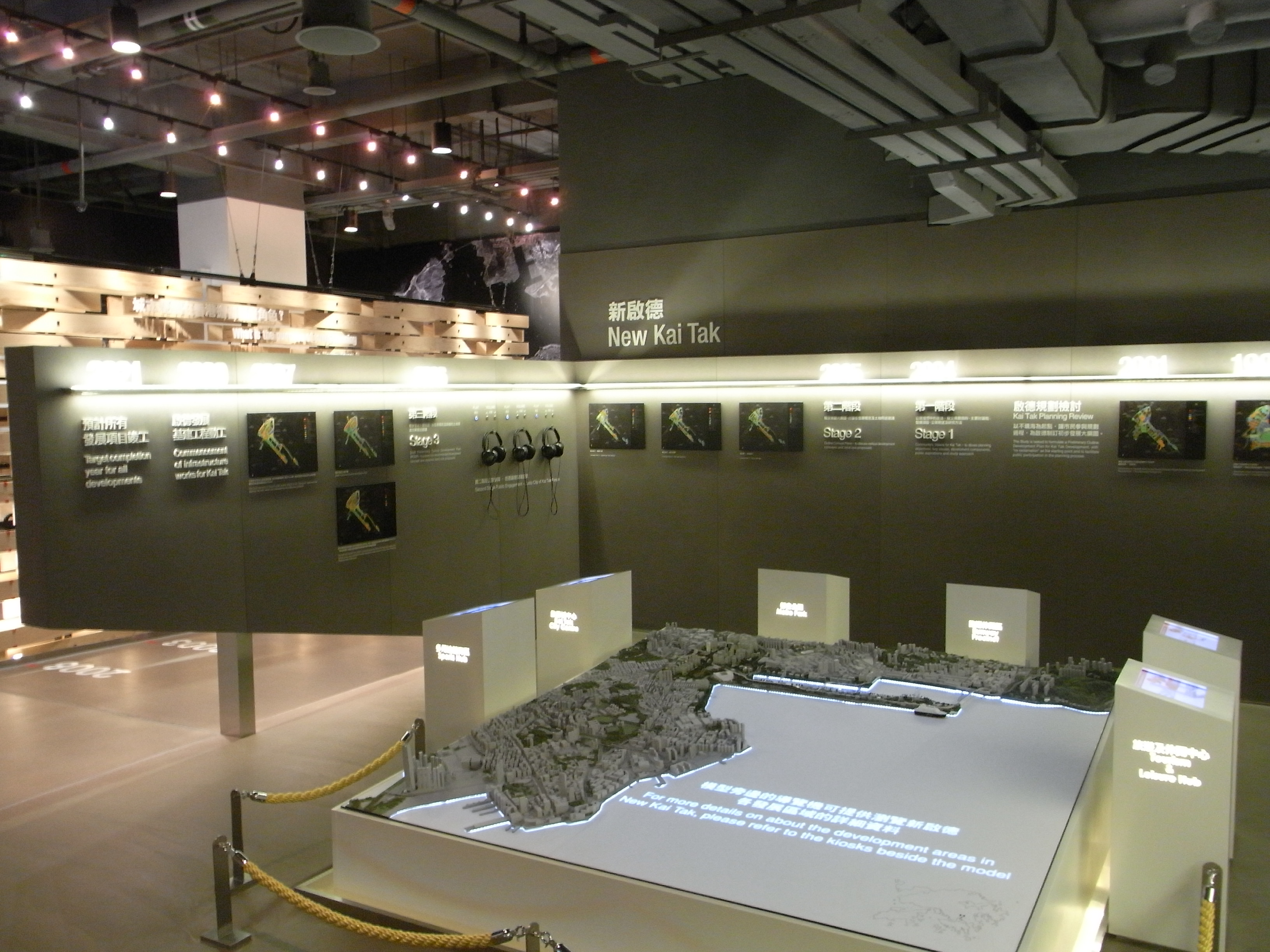
新啟德
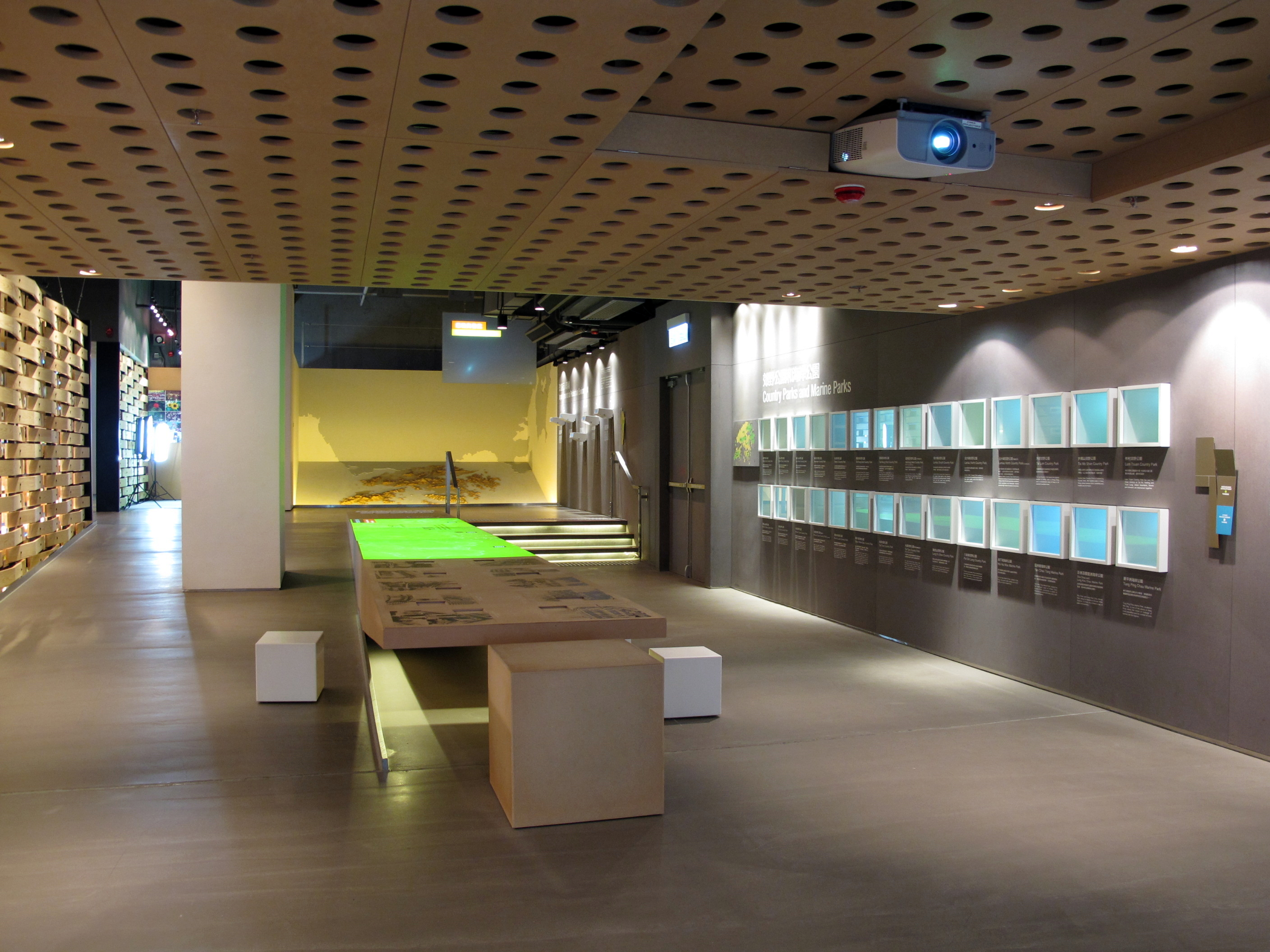
可持續發展

## 開放時間
- 月〜木曜：午前10時から午後6時（祝日を除き毎週火曜休館）
- 金、土、日、祝日：午前10時から午後7時
- 農暦新年初一（旧暦の1月1日）および初二（旧暦1月2日）休館
- 入場無料[16]